# Sovrani di Napoli
Quello che segue è un elenco cronologico dei monarchi napoletani che hanno governato il Regno di Napoli dalla sua nascita nel Medioevo fino all'unione formale con il Regno di Sicilia nel Regno delle Due Sicilie nel XIX secolo.
Regno di Napoli è il nome informale con cui è conosciuto nella moderna storiografia l'antico Stato italiano esistito, con alterne vicende, dal XIII al XIX secolo, il cui nome ufficiale era Regno di Sicilia citeriore. Il titolo dell'erede al trono del regno di Napoli era Duca di Calabria.

## Origini
La contea di Puglia fu  fondata nel 1043 dal normanno Guglielmo I d'Altavilla trasformandosi poi, nel 1059 con Roberto il Guiscardo, nel ben più vasto ducato di Puglia e Calabria. Infine nel 1130 Ruggero II di Sicilia unificò il ducato con la contea di Sicilia creando così il Regno di Sicilia.
Il ducato di Napoli (esteso all'incirca sull'area dell'odierna città metropolitana) fu uno degli ultimi territori dell'Italia meridionale a essere inglobato nel Regno normanno di Sicilia, con la capitolazione del duca Sergio VII di Napoli nel 1137.
Dai sovrani della dinastia di origine normanna nel 1198 il Regno di Sicilia passò per via matrimoniale agli Hohenstaufen con Federico II di Svevia fino al 1266, quando l'ultimo re della dinastia di origine sveva Manfredi di Sicilia fu sconfitto dagli angioini.

## Capetingi (1282–1442)

### Angiò
Su invito del Pontefice Clemente IV, scende in Italia (1265) Carlo d'Angiò, fratello del re di Francia Luigi IX, investito con Bolla papale del titolo di Re di Sicilia. Carlo I d'Angiò, Re di Sicilia dal 1266 perde tuttavia l'isola a causa della rivolta dei Vespri Siciliani (1282), in seguito alla quale la corona dell'isola viene offerta a Pietro III d'Aragona (Primo di Sicilia).
Il Regno di Sicilia si ritrova diviso in due parti: l'isola siciliana, in mano agli aragonesi, e la parte continentale, tenuta dagli angioini, entrambe rivendicanti il titolo di Regno di Sicilia. La situazione troverà una sua ufficializzazione (seppur provvisoria) solo con la pace di Caltabellotta del 1302.
Da questo momento, tuttavia, i re angioini di Napoli si diranno Re di Sicilia citra e, del pari Re di Sicilia si diranno i sovrani aragonesi. Di fatto, nasce, accanto al Regno di Sicilia, un nuovo regno, che in seguito verrà detto Regno di Napoli, esteso su tutta la parte continentale del mezzogiorno d'Italia.
| Nome              | Ritratto | Data di nascita | Regno             | Regno           | Matrimoni | Note |
| Nome              | Ritratto | Data di nascita | Inizio            | Fine            | Matrimoni | Note |
| ----------------- | -------- | --------------- | ----------------- | --------------- | --- | --- |
| Angiò (1282-1382) |          |                 |                   |                 | | |
| Carlo I           |          | 21 marzo 1226   | 26 settembre 1282 | 7 gennaio 1285  | (1) Beatrice di Provenza 4 figli, 3 figlie (2) Margherita di Borgogna 1 figlia                                                               | figlio maschio di Luigi VIII di Francia e di Bianca di Castiglia. De jure ancora re di Sicilia, nominato da Papa Clemente IV Pretese riconosciute postume con la Pace di Caltabellotta (1302) |
| Carlo II lo Zoppo |          | 1254            | 7 gennaio 1285    | 5 maggio 1309   | Maria d'Ungheria 9 figli, 5 figlie | Figlio di Carlo I e Beatrice Erede maschio per prossimità di sangue |
| Roberto il Saggio |          | 1277            | 5 maggio 1309     | 16 gennaio 1343 | (1) Jolanda d'Aragona 2 figli (2) Sancha d'Aragona Nessuno                                                                                   | Figlio di Carlo II e Maria Erede maschio per prossimità di sangue |
| Giovanna I        |          | 1326            | 16 gennaio 1343   | 12 maggio 1382  | (1) Andrea d'Ungheria 1 figlio (2) Luigi I, Re di Napoli 2 figlie (3) Giacomo IV, Re di Maiorca Nessuno (4) Ottone IV di Grubenhagen Nessuno | Nipote di Roberto (Figlia di Carlo, Duca di Calabria e di Maria di Valois) Ultima erede diretta di Carlo I Nominata erede dal nonno, fu incoronata da Papa Clemente VI                        |
| Luigi I           |          | 1320            | 25/27 maggio 1352 | 26 maggio 1362  | Giovanna I, Regina di Napoli 2 figlie | Nipote di Carlo II (Figlio di Filippo I, Signore d'Albania e Caterina di Valois) Unico consorte incoronato di Giovanna I                                                                      |

### Angiò-Durazzo
Nel 1381, lo Scisma d'Occidente, che vide contrapporsi papi e antipapi in seno alla Chiesa cattolica si ripercosse anche sul Regno napoletano: l'erede designato da Giovanna, Carlo d'Angiò-Durazzo (appartenente al ramo ungherese della dinastia), venne infatti rimosso da quest'ultima nella linea di successione per la sua fedeltà a Papa Urbano VI, mentre Giovanna prendeva le parti dell'Antipapa Clemente VII, sostenuto dalla Francia. Forte del sostegno papale, Carlo di Durazzo mosse le sue truppe verso Napoli, che cadde il 16 luglio 1381. Solo alla morte di Giovanna, assassinata l'anno seguente, Carlo si fece incoronare regnante della Sicilia citeriore, dando iniziò al regno del ramo Angiò-Durazzo.
| Nome                      | Ritratto | Data di nascita  | Regno            | Regno            | Matrimoni                                                                                   | Note |
| Nome                      | Ritratto | Data di nascita  | Inizio           | Fine             | Matrimoni                                                                                   | Note |
| ------------------------- | -------- | ---------------- | ---------------- | ---------------- | ------------------------------------------------------------------------------------------- | --- |
| Angiò-Durazzo (1382-1435) |          |                  |                  |                  |                                                                                             | |
| Carlo III il Breve        |          | 21 marzo 1345    | 12 maggio 1382   | 24 febbraio 1386 | Margherita di Durazzo 1 figlio, 2 figlie                                                    | Pronipote di Carlo II (Figlio di Luigi, Duca di Durazzo e Margherita Sanseverino) Designato successore da Papa Urbano VI Dal 1385 anche Carlo II come Re d'Ungheria |
| Ladislao il Magnanimo     |          | 15 febbraio 1377 | 24 febbraio 1386 | 6 agosto 1414    | (1) Costanza Chiaramonte Nessuno (2) Maria di Lusignano Nessuno (3) Maria d'Enghien Nessuno | Figlio di Carlo III e Margherita (Primogenitura maschile) |
| Giovanna II               |          | 25 giugno 1371   | 6 agosto 1414    | 2 febbraio 1435  | (1) Guglielmo I, Duca di Carinzia Nessuno (2) Giacomo II, Conte di La Marche Nessuno        | Figlia superstite di Carlo III e Margherita Erede per prossimità di sangue                                                                                          |

### Valois-Angiò
La sovranità degli Angiò-Durazzo fu contestata dalla Casa Valois-Angiò, ramo cadetto della famiglia reale francese dei Valois. All'origine delle controversie il fatto che dopo aver escluso Carlo III dalla successione, Giovanna I nominò Luigi, Duca d'Angiò e i suoi discendenti come successori. Questi condussero diverse spedizioni militari nel Regno reclamando più volte la corona. Le ostilità terminarono quando Giovanna II riconobbe Luigi III d'Angiò come Duca di Calabria ed erede al trono. Luigi morì prima di Giovanna II pertanto alla morte della sovrana la corona passò al fratello di Luigi III d'Angiò ovvero Renato d'Angiò.
| Nome                     | Ritratto | Data di nascita | Regno           | Regno         | Matrimoni                                                            | Note |
| Nome                     | Ritratto | Data di nascita | Inizio          | Fine          | Matrimoni                                                            | Note |
| ------------------------ | -------- | --------------- | --------------- | ------------- | -------------------------------------------------------------------- | --- |
| Angiò-Valois (1435-1442) |          |                 |                 |               |                                                                      | |
| Renato il Buono          |          | 16 gennaio 1409 | 2 febbraio 1435 | 2 giugno 1442 | (1) Isabella di Lorena 5 figli, 5 figlie (2) Jeanne de Laval Nessuno | Figlio di Luigi II, Duca d'Angiò (Re titolare) e di Iolanda d'Aragona Erede maschio per prossimità di sangue Designato successore da Giovanna II |

## Trastámara d'Aragona (1442–1501)
Il re aragonese Alfonso V di Aragona era stato precedentemente nominato erede titolare da Luigi III, Duca d'Angiò. Nonostante fosse stato sconfessato da Giovanna II, il debole regno di re Renato e l'improvvisa povertà del suo casato fornirono al sovrano spagnolo la base giuridica per rivendicare il Mezzogiorno continentale ai danni del legittimo re napoletano. Forte di questa interpretazione, conquisterà militarmente il Regno di Sicilia Citeriore e, una volta congiunto al suo Regno di Sicilia Ulteriore, assumerà il titolo di Rex Utriusque Siciliae, unificando formalmente i due regni.
Tuttavia Alfonso I di Napoli e di Sicilia (cioè Alfonso V d'Aragona) alla sua morte lascerà Napoli al suo figlio naturale, Ferdinando I, mentre la corona di Aragona e la Sicilia andranno al fratello Giovanni II d'Aragona, separando così nuovamente i due regni.
| Nome                                                      | Ritratto | Data di nascita | Regno           | Regno           | Matrimoni                                                                         | Note |
| Nome                                                      | Ritratto | Data di nascita | Inizio          | Fine            | Matrimoni                                                                         | Note |
| --------------------------------------------------------- | -------- | --------------- | --------------- | --------------- | --------------------------------------------------------------------------------- | --- |
| Trastámara (1442–1501)                                    |          |                 |                 |                 |                                                                                   | |
| Alfonso I il Magnanimo; il Saggio o il Giusto             |          | 1394            | 2 giugno 1442   | 27 giugno 1458  | Maria di Castiglia Nessuno                                                        | primogenito maschio di Ferdinando I d'Aragona e di Eleonora d'Alburquerque. Designato successore da Luigi III, Duca d'Angiò (Re titolare) Alfonso V come Re di Aragona |
| Ferdinando I il Giudice d'Italia; Ferrante o Don Ferrante |          | 2 giugno 1424   | 27 giugno 1458  | 25 gennaio 1494 | (1) Isabella di Chiaromonte 4 figli, 2 figlie (2) Giovanna d'Aragona 1 figlia     | Figlio naturale di Alfonso I e di Gueraldona Carlino (Primogenitura maschile)                                                                                          |
| Alfonso II il Guercio                                     |          | 4 novembre 1448 | 25 gennaio 1494 | 23 gennaio 1495 | Ippolita Maria Sforza 2 figli, 1 figlia                                           | Figlio di Ferdinando I e Isabella (Primogenitura maschile) |
| Ferdinando II Ferrandino                                  |          | 26 giugno 1467  | 23 gennaio 1495 | 7 ottobre 1496  | Giovanna di Napoli Nessuno                                                        | Figlio di Alfonso II e Ippolita (Primogenitura maschile) |
| Federico                                                  |          | 16 ottobre 1451 | 7 ottobre 1496  | 1 agosto 1501   | (1) Anna di Savoia 1 figlia (2) Isabella del Balzo 1 figlio e 1 figlia superstiti | Figlio di Ferdinando I e Isabella di Chiaromonte (Legge salica) |

## Capetingi

### Valois
Facendo leva su un lontano diritto ereditario al trono di Napoli di natura agnatica, re Carlo VIII di Francia scese con le sue armate in Italia dando inizio alle cosiddette guerre d'Italia. Il 22 febbraio 1495 entrò a Napoli, approfittando della ritirata di Ferdinando II a Ischia, e si fece incoronare re. Nel maggio dello stesso anno Ferdinando II riuscì ad organizzare una controffensiva che, nell'arco di due mesi, riuscì a scacciare i francesi da Napoli.
| Nome                             | Ritratto | Data di nascita | Regno            | Regno         | Matrimoni                | Note |
| Nome                             | Ritratto | Data di nascita | Inizio           | Fine          | Matrimoni                | Note |
| -------------------------------- | -------- | --------------- | ---------------- | ------------- | ------------------------ | --- |
| Valois (1495)                    |          |                 |                  |               |                          | |
| Carlo IV (contestato) l'Affabile |          | 30 giugno 1470  | 22 febbraio 1495 | 6 luglio 1495 | Anna di Bretagna 4 figli | Figlio maschio di Luigi XI di Francia e Carlotta di Savoia Nipote di Maria d'Angiò (Figlia di Luigi II d'Angiò-Valois, re titolare di Napoli) Carlo VIII come Re di Francia |

### Valois-Orléans
Rifacendosi ai diritti sul Ducato di Milano, Luigi XII di Francia intraprese la spedizione del 1499-1500 in Italia. Conquistata Napoli nell'estate 1501, garantitagli dal Trattato di Granada (novembre 1500), che prevedeva una spartizione delle conquiste tra Francia e Spagna, e garantita dalla neutralità della Repubblica di Venezia e di Papa Alessandro VI, Luigi XII si fece incoronare Luigi II di Sicilia. Dopo quasi due anni di repressione l'esercito francese fu sconfitto presso il Garigliano (1503); l'armistizio di Lione, 1504, sancì la fine del secondo dominio capetingio sul regno partenopeo.
| Nome                         | Ritratto | Data di nascita | Regno         | Regno         | Matrimoni                                                                                       | Note |
| Nome                         | Ritratto | Data di nascita | Inizio        | Fine          | Matrimoni                                                                                       | Note |
| ---------------------------- | -------- | --------------- | ------------- | ------------- | ----------------------------------------------------------------------------------------------- | --- |
| Valois-Orléans (1501-1504)   |          |                 |               |               |                                                                                                 | |
| Luigi II il Padre del Popolo |          | 27 giugno 1462  | 1 agosto 1501 | 31 marzo 1504 | (1) Giovanna di Valois Nessuno (2) Anna di Bretagna 2 figlie superstiti (3) Maria Tudor Nessuno | Figlio di Carlo di Valois-Orléans e Maria di Clèves Erede di Carlo VIII di Francia (Re titolare) (Erede dei diritti di Renato) Luigi XII come Re di Francia |

## Trastámara di Spagna (Unione personale con la Spagna; 1504–1516)
Dopo le decisive vittorie nelle battaglie di Cerignola (aprile 1503) e Garigliano (dicembre 1503), gli eserciti aragonesi di Ferdinando II riuscirono a scacciare i francesi da Napoli, definitivamente conquistata nel 1504.
La linea di successione antecedente all'invasione non venne però rispettata, e Ferdinando si fece incoronare a discapito del cugino Ferdinando, Duca di Calabria, legittimo titolare della Corona siciliana, che venne imprigionato e deportato in Spagna.
| Nome                        | Ritratto | Data di nascita | Regno           | Regno           | Matrimoni                                                                  | Note |
| Nome                        | Ritratto | Data di nascita | Inizio          | Fine            | Matrimoni                                                                  | Note |
| --------------------------- | -------- | --------------- | --------------- | --------------- | -------------------------------------------------------------------------- | --- |
| Trastámara (1504-1516)      |          |                 |                 |                 |                                                                            | |
| Ferdinando III il Cattolico |          | 10 marzo 1452   | 31 marzo 1504   | 23 gennaio 1516 | (1) Isabella I di Castiglia 1 figlio, 4 figlie (2) Germana de Foix Nessuno | Nipote di Alfonso I (Figlio di Giovanni II, Re d'Aragona e Giovanna Enríquez) Ferdinando II come Re d'Aragona Usurpò il trono di Ferdinando, Duca di Calabria                                                       |
| Giovanna III la Pazza       |          | 6 novembre 1479 | 23 gennaio 1516 | 12 aprile 1555  | Filippo I d'Asburgo 2 figli e 4 figlie                                     | Figlia di Ferdinando III di Napoli e Isabella di Castiglia Regina d'Aragona, Castiglia e León Regnò solo nominalmente, senza mai detenere un effettivo potere che fu gestito prima dal padre e poi dal figlio Carlo |

## Asburgo di Spagna (Unione personale con la Spagna; 1516–1647)
Dopo la morte di Ferdinando III, i territori legati alla Corona d'Aragona (e dopo la morte della figlia Giovanna, anche quelli della Corona di Castiglia) passarono alla Casa d'Asburgo, che tramandò il Regno di Napoli attraverso la sua linea spagnola, iniziata da Carlo V.
| Nome                                  | Ritratto | Data di nascita  | Regno             | Regno             | Matrimoni | Note |
| Nome                                  | Ritratto | Data di nascita  | Inizio            | Fine              | Matrimoni | Note |
| ------------------------------------- | -------- | ---------------- | ----------------- | ----------------- | --- | --- |
| Asburgo (1516-1647)                   |          |                  |                   |                   | | |
| Carlo IV                              |          | 24 febbraio 1500 | 23 gennaio 1516   | 25 luglio 1554    | Isabella di Portogallo 1 figlio, 2 figlie | Nipote di Ferdinando III (Figlio di Giovanna di Castiglia e Filippo I d'Asburgo) Carlo I come Re di Spagna Carlo V come Sacro Romano Imperatore |
| Filippo I il Prudente                 |          | 21 maggio 1527   | 25 luglio 1554    | 13 settembre 1598 | (1) Maria Emanuela di Portogallo 1 figlio (2) Maria I d'Inghilterra Nessuno (3) Elisabetta di Valois 2 figlie superstiti (4) Anna d'Austria 1 figlio sopravvissuto all'infanzia | Figlio di Carlo IV e Isabella d'Aviz (Erede dei possedimenti spagnoli) Filippo II come Re di Spagna                                             |
| Filippo II il Pio                     |          | 14 aprile 1578   | 13 settembre 1598 | 31 marzo 1621     | Margherita d'Austria-Stiria 3 figli e 2 figlie superstiti | Figlio di Filippo I e Anna d'Asburgo (Prossimità di sangue) Filippo III come Re di Spagna                                                       |
| Filippo III il Grande o il Re Pianeta |          | 8 aprile 1605    | 31 marzo 1621     | 22 ottobre 1647   | (1) Elisabetta di Francia 1 figlia sopravvissuta all'infanzia (2) Maria Anna d'Austria 1 figlio e 1 figlia sopravvissuti all'infanzia                                           | Figlio di Filippo II e Margherita d'Asburgo (Prossimità di sangue) Filippo IV come Re di Spagna                                                 |

## Repubblica Napoletana (1647–1648)
La Repubblica Napoletana, proclamata il 22 ottobre 1647, fu un'entità politica di breve durata nata in chiave antispagnola a seguito della repressione della rivolta di Masaniello. Sotto la guida dell'armaiolo Gennaro Annese i napoletani riuscirono a scacciare le truppe spagnole dalla città proclamando la repubblica ed affidandone la guida ad Enrico II, duca di Guisa con la carica di Doge di Napoli. A seguito del mancato appoggio della Francia e del suo primo ministro cardinale Giulio Mazzarino e di contrasti tra Guisa e i promotori della rivolta la repubblica crollò il 5 aprile 1648. Don Giovanni d'Austria entrò a Napoli con le sue truppe restaurando il governo vicereale spagnolo.

### Generalissimi
| Nome                                                         | Ritratto | Date di nascita e morte    | Governo         | Governo          | Matrimoni | Note |
| Nome                                                         | Ritratto | Date di nascita e morte    | Inizio          | Fine             | Matrimoni | Note |
| ------------------------------------------------------------ | -------- | -------------------------- | --------------- | ---------------- | --------- | --- |
| Serenissima Repubblica di questo Regno di Napoli (1647-1647) |          |                            |                 |                  |           | |
| Gennaro Annese                                               |          | ?? ??? 1604 20 giugno 1648 | 22 ottobre 1647 | 19 novembre 1648 | ???       | Figlio di ??? Annese e ??? Armaiolo napoletano. Successore del capopopolo Masaniello alla guida della rivolta napoletana. Fondatore della Repubblica Napoletana. Sostituito da Enrico di Guisa. |

### Duchi
| Nome              | Ritratto | Date di nascita e morte     | Regno            | Regno         | Matrimoni                                                                                     | Note                                                                                      |
| Nome              | Ritratto | Date di nascita e morte     | Inizio           | Fine          | Matrimoni                                                                                     | Note                                                                                      |
| ----------------- | -------- | --------------------------- | ---------------- | ------------- | --------------------------------------------------------------------------------------------- | ----------------------------------------------------------------------------------------- |
| Guisa (1647-1648) |          |                             |                  |               |                                                                                               |                                                                                           |
| Enrico            |          | 4 aprile 1614 2 giugno 1664 | 19 novembre 1647 | 5 aprile 1648 | (1) Anna Maria di Gonzaga-Nevers Nessun figlio (2) Honorine de Glymes de Berghe Nessun figlio | Figlio di Carlo I di Guisa e Enrichetta Caterina di Joyeuse Discendente di Renato d'Angiò |

## Asburgo di Spagna (Unione personale con la Spagna; 1648–1700)
| Nome                                  | Ritratto | Data di nascita | Regno             | Regno             | Matrimoni | Note                                                                                            |
| Nome                                  | Ritratto | Data di nascita | Inizio            | Fine              | Matrimoni | Note                                                                                            |
| ------------------------------------- | -------- | --------------- | ----------------- | ----------------- | --- | ----------------------------------------------------------------------------------------------- |
| Asburgo (1648-1700)                   |          |                 |                   |                   | |                                                                                                 |
| Filippo III il Grande o il Re Pianeta |          | 8 aprile 1605   | 5 aprile 1648     | 17 settembre 1665 | (1) Elisabetta di Francia 1 figlia sopravvissuta all'infanzia (2) Maria Anna d'Austria 1 figlio e 1 figlia sopravvissuti all'infanzia | Figlio di Filippo II e Margherita d'Asburgo (Prossimità di sangue) Filippo IV come Re di Spagna |
| Carlo V lo Stregato                   |          | 6 novembre 1661 | 17 settembre 1665 | 1 novembre 1700   | (1) Maria Luisa d'Orléans Nessuno (2) Maria Anna del Palatinato-Neuburg Nessuno                                                       | Figlio di Filippo III e Marianna d'Asburgo (Prossimità di sangue) Carlo II come Re di Spagna    |

## Borbone di Spagna (Unione personale con la Spagna; 1700–1713)
Carlo II morì senza eredi e, secondo il suo testamento, la corona passò alla dinastia dei Borbone nella persona di Filippo II, Duca d'Angiò, figlio secondogenito di Luigi di Francia, a sua volta figlio di Luigi XIV e di Maria Teresa d'Asburgo (sorella di Carlo II), inaugurando così il ramo spagnolo dei Borbone.
| Nome                | Ritratto | Data di nascita  | Regno           | Regno           | Matrimoni                                                                                         | Note |
| Nome                | Ritratto | Data di nascita  | Inizio          | Fine            | Matrimoni                                                                                         | Note |
| ------------------- | -------- | ---------------- | --------------- | --------------- | ------------------------------------------------------------------------------------------------- | --- |
| Borbone (1700-1713) |          |                  |                 |                 |                                                                                                   | |
| Filippo IV          |          | 19 dicembre 1683 | 1 novembre 1700 | 11 gennaio 1713 | (1) Maria Luisa di Savoia 2 figli superstiti (2) Elisabetta Farnese 2 figli e 3 figlie superstiti | Figlio di Luigi di Francia e Maria Anna di Baviera Pronipote di Carlo V (Nipote di Maria Teresa di Spagna) Erede testamentario di Carlo V Filippo V come Re di Spagna |

## Asburgo d'Austria (1713–1734)
In base al Trattato di Utrecht del 1713, che sancì assieme al Trattato di Rastaat la fine della Guerra di successione spagnola, il regno della Sicilia Citeriore passò all'Imperatore del Sacro Romano Impero Carlo VI.
| Nome                | Ritratto | Data di nascita | Regno           | Regno          | Matrimoni                                                         | Note |
| Nome                | Ritratto | Data di nascita | Inizio          | Fine           | Matrimoni                                                         | Note |
| ------------------- | -------- | --------------- | --------------- | -------------- | ----------------------------------------------------------------- | --- |
| Asburgo (1713-1734) |          |                 |                 |                |                                                                   | |
| Carlo VI            |          | 1 ottobre 1685  | 11 gennaio 1713 | 15 maggio 1734 | Elisabetta Cristina di Brunswick-Wolfenbüttel 2 figlie superstiti | Figlio di Leopoldo I d'Asburgo e Eleonora del Palatinato-Neuburg Nipote di Carlo V Erede di Carlo V secondo la Legge Salica Carlo VI come Imperatore Eletto dei Romani |

## Borbone di Napoli (1735–1799)
Il regno fu conquistato dalle armate spagnole nel 1734, durante la Guerra di successione polacca. Il Regno di Napoli e il Regno di Sicilia vennero riconosciuti come indipendenti e assegnati in unione personale a un ramo cadetto dei Borbone di Spagna con il Trattato di Vienna del 1738, dando inizio al ramo siculo-napoletano dei Borbone (poi detto "delle Due Sicilie").
| Nome                | Ritratto | Data di nascita | Regno          | Regno           | Matrimoni                                                                                             | Note |
| Nome                | Ritratto | Data di nascita | Inizio         | Fine            | Matrimoni                                                                                             | Note |
| ------------------- | -------- | --------------- | -------------- | --------------- | --- | --- |
| Borbone (1734-1799) |          |                 |                |                 | | |
| Carlo (VII)         |          | 20 gennaio 1716 | 15 maggio 1734 | 6 ottobre 1759  | Maria Amalia di Sassonia 5 figli e 2 figlie superstiti                                                | Figlio di Filippo IV e Elisabetta Farnese (prossimità di sangue) Pronipote di Carlo VI Lasciò il regno di Napoli e il regno di Sicilia al figlio per diventare Re di Spagna con il nome di Carlo III |
| Ferdinando IV       |          | 12 gennaio 1751 | 6 ottobre 1759 | 23 gennaio 1799 | (1) Maria Carolina d'Austria 2 figli e 5 figlie superstiti (2) Lucia Migliaccio (morganatica) Nessuno | Figlio di Carlo e Maria Amalia (Erede designato di Napoli e Sicilia) |

## Repubblica Napoletana (1799)
Sull'onda della Prima campagna d'Italia, nel 1798 le truppe repubblicane francesi penetrarono in Italia meridionale, sconfissero l'esercito borbonico nella battaglia di Civita Castellana ed avanzarono agevolmente fino a Napoli. Ferdinando IV e la famiglia fuggirono precipitosamente in Sicilia e, il 23 gennaio 1799, venne proclamata la Repubblica Napoletana di stampo filo-francese e giacobino. La neonata repubblica sopravvisse per meno di cinque mesi, cadendo a seguito della ritirata dei francesi da Napoli e della guerriglia portata avanti dall'armata sanfedista del cardinale Fabrizio Ruffo. Il 13 giugno 1799 Ferdinando IV viene restaurato sul trono napoletano attuando una dura e sanguinosa repressione contro coloro che fecero parte del governo repubblicano.

### presidenti
| Nome                                           | Ritratto | Date di nascita e morte            | Dittatura        | Dittatura        | Matrimoni                      | Note |
| Nome                                           | Ritratto | Date di nascita e morte            | Inizio           | Fine             | Matrimoni                      | Note |
| ---------------------------------------------- | -------- | ---------------------------------- | ---------------- | ---------------- | ------------------------------ | --- |
| Repubblica Napoletana (1799-1799)              |          |                                    |                  |                  |                                | |
| Jean Antoine Étienne Vachier detto Championnet |          | 14 aprile 1762 9 gennaio 1800      | 23 gennaio 1799  | 13 febbraio 1799 | -                              | Figlio di Étienne Grand e Madeleine Collion Generale di Divisione dell'Armée Révolutionnaire Française 1º Dittatore della Repubblica Napoletana                    |
| Étienne Jacques Joseph Alexandre Macdonald     |          | 17 novembre 1765 25 settembre 1840 | 13 febbraio 1799 | 11 giugno 1799   | Marie Constance Jacob 2 figlie | Figlio di Neil MacEachen of Howbeg e Marie Alexandrine Gounaut Generale di Divisione dell'Armée Révolutionnaire Française 2º Dittatore della Repubblica Napoletana |

### Presidenti del Governo Provvisorio
| Nome                              | Ritratto | Date di nascita e morte          | Presidenza       | Presidenza       | Matrimoni                 | Note |
| Nome                              | Ritratto | Date di nascita e morte          | Inizio           | Fine             | Matrimoni                 | Note |
| --------------------------------- | -------- | -------------------------------- | ---------------- | ---------------- | ------------------------- | --- |
| Repubblica Napoletana (1799-1799) |          |                                  |                  |                  |                           | |
| Carlo Giovanni Lauberg            |          | 8 settembre 1762 3 novembre 1834 | 23 gennaio 1799  | 25 febbraio 1799 | Catherine Arnaud 3 figlie | Figlio di Charles Laubert e Rosalia Di Martino 1º Presidente del Governo Provvisorio della Repubblica Napoletana         |
| Ignazio Ciaja                     |          | 27 giugno 1766 29 ottobre 1799   | 25 febbraio 1799 | 23 marzo 1799    | -                         | Figlio di Michele Ciaia e Camilla Bibiana Pepe 2º Presidente del Governo Provvisorio della Repubblica Napoletana         |
| Giuseppe Antonio Abbamonte        |          | 21 gennaio 1759 9 agosto 1818    | 23 marzo 1799    | 22 giugno 1799   | -                         | Figlio di Francescantonio Abbamonte e Nicoletta Lepore 3º Presidente del Governo Provvisorio della Repubblica Napoletana |

## Borbone di Napoli (1799–1806)
| Nome                | Ritratto | Data di nascita | Regno          | Regno         | Matrimoni                                                                                             | Note                                                                 |
| Nome                | Ritratto | Data di nascita | Inizio         | Fine          | Matrimoni                                                                                             | Note                                                                 |
| ------------------- | -------- | --------------- | -------------- | ------------- | --- | -------------------------------------------------------------------- |
| Borbone (1799-1806) |          |                 |                |               | |                                                                      |
| Ferdinando IV       |          | 12 gennaio 1751 | 13 giugno 1799 | 30 marzo 1806 | (1) Maria Carolina d'Austria 2 figli e 5 figlie superstiti (2) Lucia Migliaccio (morganatica) Nessuno | Figlio di Carlo e Maria Amalia (Erede designato di Napoli e Sicilia) |

## Napoleonidi (Bonaparte, Murat) (Stato cliente dell'Impero francese; 1806–1815)
Tra la fine del XVIII e l'inizio del XIX secolo i sovrani di Napoli furono attivi nelle varie coalizioni antifrancesi ed ebbero diversi scontri politici e soprattutto militari con i transalpini. Dopo la vittoria di Austerlitz del 2 dicembre 1805, Napoleone Bonaparte promosse l'occupazione definitiva del napoletano, condotta con successo da Gouvion-Saint Cyr e da Reynier, e dichiarò quindi decaduta la dinastia borbonica nominando nuovo Re di Napoli il fratello Giuseppe. Da segnalare che in questo periodo il re Ferdinando continuò a regnare de facto sulla Sicilia e perse solo il regno napoletano. Nella fase di passaggio dal regno di Ferdinando IV a quello del Bonaparte, fu reggente delle Due Sicilie il marchese Michelangelo Cianciulli.
| Nome                  | Ritratto | Data di nascita | Regno         | Regno         | Matrimoni            | Note |
| Nome                  | Ritratto | Data di nascita | Inizio        | Fine          | Matrimoni            | Note |
| --------------------- | -------- | --------------- | ------------- | ------------- | -------------------- | --- |
| Bonaparte (1806-1808) |          |                 |               |               |                      | |
| Giuseppe              |          | 7 gennaio 1768  | 30 marzo 1806 | 8 luglio 1808 | Julie Clary 3 figlie | Figlio di Carlo Maria Buonaparte e Maria Letizia Ramolino Re designato dall'Imperatore francese Napoleone I |

Nel 1808 l'imperatore Napoleone preferì affidare al fratello Giuseppe il trono di Spagna, a succedergli scelse il marito di sua sorella Carolina, il Maresciallo di Francia e compagno d'armi di lungo corso Gioacchino Murat, cui fu attribuito il nome di "Gioacchino Napoleone". Napoleone attribuì al cognato il titolo puramente formale di Re delle Due Sicilie per reclamare anche la sovranità sull'isola di Sicilia; nei fatti il dominio di Murat era limitato alla parte continentale del Mezzogiorno d'Italia e non arrivò mai a comprendere l'isola, che rimase sotto l'autorità di Ferdinando IV di Napoli e III di Sicilia.
| Nome                 | Ritratto | Data di nascita | Regno         | Regno          | Matrimoni                            | Note |
| Nome                 | Ritratto | Data di nascita | Inizio        | Fine           | Matrimoni                            | Note |
| -------------------- | -------- | --------------- | ------------- | -------------- | ------------------------------------ | --- |
| Murat (1808-1815)    |          |                 |               |                |                                      | |
| Gioacchino Napoleone |          | 25 marzo 1767   | 1 agosto 1808 | 22 maggio 1815 | Carolina Bonaparte 2 figli, 2 figlie | Nato da una famiglia di umili origini Cognato di Giuseppe Re designato dall'Imperatore francese Napoleone I |

## Borbone di Napoli (1815–1816)
Dopo la caduta di Napoleone si ebbe il periodo della Restaurazione in cui molte famiglie detronizzate dagli effetti della rivoluzione francese e delle guerre napoleoniche tornarono sul trono. Tra queste, anche ai Borbone fu restituito il Regno di Napoli, che, nel 1816 fu unito al Regno di Sicilia dal re Ferdinando IV di Napoli (e III di Sicilia), che scelse di farsi chiamare Ferdinando I delle Due Sicilie.
| Nome                | Ritratto | Data di nascita | Regno          | Regno            | Matrimoni                                                                                             | Note |
| Nome                | Ritratto | Data di nascita | Inizio         | Fine             | Matrimoni                                                                                             | Note |
| ------------------- | -------- | --------------- | -------------- | ---------------- | --- | --- |
| Borbone (1815-1816) |          |                 |                |                  | | |
| Ferdinando IV       |          | 12 gennaio 1751 | 22 maggio 1815 | 12 dicembre 1816 | (1) Maria Carolina d'Austria 2 figli e 5 figlie superstiti (2) Lucia Migliaccio (morganatica) Nessuno | Figlio di Carlo e Maria Amalia (Erede designato di Napoli e Sicilia) Restaurato sul trono dal Congresso di Vienna |

## Albero genealogico dei sovrani di Napoli
|                                         |                                         |                                         |                                         |                                            |                                            |                                            |                                            |                                                                  |                                                                  |                                                                  |                                                                  | Luigi VIII di Francia 1187–1226                                  | Luigi VIII di Francia 1187–1226                                  | Luigi VIII di Francia 1187–1226    | Luigi VIII di Francia 1187–1226    | Luigi VIII di Francia 1187–1226                                                                   | Luigi VIII di Francia 1187–1226                                                                   |                                                                                                   |                                                                                                   |                                                                                                   |                                                                                                   |                                          |                                          |                                           |                                           |                                           |                                           |                                               |                                               |                                               |                                               |                                               |                                               |                                        |                                        |                                                                                |                                                                                |                                                                                |                                                                                |                                                                                |                                                                                |                                       |                                       |                                             |                                             |                                             |                                             | Capetingi                                   | Capetingi                                   | Capetingi                              | Capetingi                              | Capetingi                              | Capetingi                              |                                           |                                           |                                           |                                           |                                           |                                           |                                           |                                           |                                              |                                              |                                                |                                                |                                                |                                                |                                                |                                                |                                           |                                           |                                           |                                           |                                   |                                   |                                   |                                   |                                  |                                  |                                        |                                        |                                        |                                        |                                        |                                        |  |  |  |  |  |  |  |  |  |  |  |  |  |  |  |  |  |  |  |  |  |  |
|                                         |                                         |                                         |                                         |                                            |                                            |                                            |                                            |                                                                  |                                                                  |                                                                  |                                                                  | Luigi VIII di Francia 1187–1226                                  | Luigi VIII di Francia 1187–1226                                  | Luigi VIII di Francia 1187–1226    | Luigi VIII di Francia 1187–1226    | Luigi VIII di Francia 1187–1226                                                                   | Luigi VIII di Francia 1187–1226                                                                   |                                                                                                   |                                                                                                   |                                                                                                   |                                                                                                   |                                          |                                          |                                           |                                           |                                           |                                           |                                               |                                               |                                               |                                               |                                               |                                               |                                        |                                        |                                                                                |                                                                                |                                                                                |                                                                                |                                                                                |                                                                                |                                       |                                       |                                             |                                             |                                             |                                             | Capetingi                                   | Capetingi                                   | Capetingi                              | Capetingi                              | Capetingi                              | Capetingi                              |                                           |                                           |                                           |                                           |                                           |                                           |                                           |                                           |                                              |                                              |                                                |                                                |                                                |                                                |                                                |                                                |                                           |                                           |                                           |                                           |                                   |                                   |                                   |                                   |                                  |                                  |                                        |                                        |                                        |                                        |                                        |                                        |  |  |  |  |  |  |  |  |  |  |  |  |  |  |  |  |  |  |  |  |  |  |
|                                         |                                         |                                         |                                         |                                            |                                            |                                            |                                            |                                                                  |                                                                  |                                                                  |                                                                  |                                                                  |                                                                  |                                    |                                    |                                                                                                   |                                                                                                   |                                                                                                   |                                                                                                   |                                                                                                   |                                                                                                   |                                          |                                          |                                           |                                           |                                           |                                           |                                               |                                               |                                               |                                               |                                               |                                               |                                        |                                        |                                                                                |                                                                                |                                                                                |                                                                                |                                                                                |                                                                                |                                       |                                       |                                             |                                             |                                             |                                             |                                             |                                             |                                        |                                        |                                        |                                        |                                           |                                           |                                           |                                           |                                           |                                           |                                           |                                           |                                              |                                              |                                                |                                                |                                                |                                                |                                                |                                                |                                           |                                           |                                           |                                           |                                   |                                   |                                   |                                   |                                  |                                  |                                        |                                        |                                        |                                        |                                        |                                        |  |  |  |  |  |  |  |  |  |  |  |  |  |  |  |  |  |  |  |  |  |  |
| Luigi IX di Francia 1214–1270           | Luigi IX di Francia 1214–1270           | Luigi IX di Francia 1214–1270           | Luigi IX di Francia 1214–1270           | Luigi IX di Francia 1214–1270              | Luigi IX di Francia 1214–1270              |                                            |                                            |                                                                  |                                                                  |                                                                  |                                                                  |                                                                  |                                                                  |                                    |                                    |                                                                                                   |                                                                                                   |                                                                                                   |                                                                                                   |                                                                                                   |                                                                                                   |                                          |                                          | Carlo I 1226/1227–1266–1285               | Carlo I 1226/1227–1266–1285               | Carlo I 1226/1227–1266–1285               | Carlo I 1226/1227–1266–1285               | Carlo I 1226/1227–1266–1285                   | Carlo I 1226/1227–1266–1285                   |                                               |                                               |                                               |                                               |                                        |                                        |                                                                                |                                                                                |                                                                                |                                                                                |                                                                                |                                                                                |                                       |                                       |                                             |                                             |                                             |                                             |                                             |                                             |                                        |                                        |                                        |                                        |                                           |                                           |                                           |                                           |                                           |                                           |                                           |                                           |                                              |                                              |                                                |                                                |                                                |                                                |                                                |                                                |                                           |                                           |                                           |                                           |                                   |                                   |                                   |                                   |                                  |                                  |                                        |                                        |                                        |                                        |                                        |                                        |  |  |  |  |  |  |  |  |  |  |  |  |  |  |  |  |  |  |  |  |  |  |
| Luigi IX di Francia 1214–1270           | Luigi IX di Francia 1214–1270           | Luigi IX di Francia 1214–1270           | Luigi IX di Francia 1214–1270           | Luigi IX di Francia 1214–1270              | Luigi IX di Francia 1214–1270              |                                            |                                            |                                                                  |                                                                  |                                                                  |                                                                  |                                                                  |                                                                  |                                    |                                    |                                                                                                   |                                                                                                   |                                                                                                   |                                                                                                   |                                                                                                   |                                                                                                   |                                          |                                          | Carlo I 1226/1227–1266–1285               | Carlo I 1226/1227–1266–1285               | Carlo I 1226/1227–1266–1285               | Carlo I 1226/1227–1266–1285               | Carlo I 1226/1227–1266–1285                   | Carlo I 1226/1227–1266–1285                   |                                               |                                               |                                               |                                               |                                        |                                        |                                                                                |                                                                                |                                                                                |                                                                                |                                                                                |                                                                                |                                       |                                       |                                             |                                             |                                             |                                             |                                             |                                             |                                        |                                        |                                        |                                        |                                           |                                           |                                           |                                           |                                           |                                           |                                           |                                           |                                              |                                              |                                                |                                                |                                                |                                                |                                                |                                                |                                           |                                           |                                           |                                           |                                   |                                   |                                   |                                   |                                  |                                  |                                        |                                        |                                        |                                        |                                        |                                        |  |  |  |  |  |  |  |  |  |  |  |  |  |  |  |  |  |  |  |  |  |  |
| Filippo III di Francia 1245–1285        | Filippo III di Francia 1245–1285        | Filippo III di Francia 1245–1285        | Filippo III di Francia 1245–1285        | Filippo III di Francia 1245–1285           | Filippo III di Francia 1245–1285           |                                            |                                            |                                                                  |                                                                  |                                                                  |                                                                  |                                                                  |                                                                  |                                    |                                    |                                                                                                   |                                                                                                   |                                                                                                   |                                                                                                   |                                                                                                   |                                                                                                   |                                          |                                          | Carlo II 1254–1285–1309                   | Carlo II 1254–1285–1309                   | Carlo II 1254–1285–1309                   | Carlo II 1254–1285–1309                   | Carlo II 1254–1285–1309                       | Carlo II 1254–1285–1309                       |                                               |                                               |                                               |                                               |                                        |                                        |                                                                                |                                                                                |                                                                                |                                                                                |                                                                                |                                                                                |                                       |                                       |                                             |                                             |                                             |                                             |                                             |                                             |                                        |                                        |                                        |                                        |                                           |                                           |                                           |                                           |                                           |                                           |                                           |                                           |                                              |                                              |                                                |                                                |                                                |                                                |                                                |                                                |                                           |                                           | Casa di Barcellona                        | Casa di Barcellona                        | Casa di Barcellona                | Casa di Barcellona                | Casa di Barcellona                | Casa di Barcellona                |                                  |                                  |                                        |                                        |                                        |                                        |                                        |                                        |  |  |  |  |  |  |  |  |  |  |  |  |  |  |  |  |  |  |  |  |  |  |
| Filippo III di Francia 1245–1285        | Filippo III di Francia 1245–1285        | Filippo III di Francia 1245–1285        | Filippo III di Francia 1245–1285        | Filippo III di Francia 1245–1285           | Filippo III di Francia 1245–1285           |                                            |                                            |                                                                  |                                                                  |                                                                  |                                                                  |                                                                  |                                                                  |                                    |                                    |                                                                                                   |                                                                                                   |                                                                                                   |                                                                                                   |                                                                                                   |                                                                                                   |                                          |                                          | Carlo II 1254–1285–1309                   | Carlo II 1254–1285–1309                   | Carlo II 1254–1285–1309                   | Carlo II 1254–1285–1309                   | Carlo II 1254–1285–1309                       | Carlo II 1254–1285–1309                       |                                               |                                               |                                               |                                               |                                        |                                        |                                                                                |                                                                                |                                                                                |                                                                                |                                                                                |                                                                                |                                       |                                       |                                             |                                             |                                             |                                             |                                             |                                             |                                        |                                        |                                        |                                        |                                           |                                           |                                           |                                           |                                           |                                           |                                           |                                           |                                              |                                              |                                                |                                                |                                                |                                                |                                                |                                                |                                           |                                           | Casa di Barcellona                        | Casa di Barcellona                        | Casa di Barcellona                | Casa di Barcellona                | Casa di Barcellona                | Casa di Barcellona                |                                  |                                  |                                        |                                        |                                        |                                        |                                        |                                        |  |  |  |  |  |  |  |  |  |  |  |  |  |  |  |  |  |  |  |  |  |  |
|                                         |                                         |                                         |                                         |                                            |                                            |                                            |                                            |                                                                  |                                                                  |                                                                  |                                                                  |                                                                  |                                                                  |                                    |                                    |                                                                                                   |                                                                                                   |                                                                                                   |                                                                                                   |                                                                                                   |                                                                                                   |                                          |                                          |                                           |                                           |                                           |                                           |                                               |                                               |                                               |                                               |                                               |                                               |                                        |                                        |                                                                                |                                                                                |                                                                                |                                                                                |                                                                                |                                                                                |                                       |                                       |                                             |                                             |                                             |                                             |                                             |                                             |                                        |                                        |                                        |                                        |                                           |                                           |                                           |                                           |                                           |                                           |                                           |                                           |                                              |                                              |                                                |                                                |                                                |                                                |                                                |                                                |                                           |                                           |                                           |                                           |                                   |                                   |                                   |                                   |                                  |                                  |                                        |                                        |                                        |                                        |                                        |                                        |  |  |  |  |  |  |  |  |  |  |  |  |  |  |  |  |  |  |  |  |  |  |
| Carlo di Valois 1270–1325               | Carlo di Valois 1270–1325               | Carlo di Valois 1270–1325               | Carlo di Valois 1270–1325               | Carlo di Valois 1270–1325                  | Carlo di Valois 1270–1325                  |                                            |                                            | Margherita d'Angiò 1273–1299                                     | Margherita d'Angiò 1273–1299                                     | Margherita d'Angiò 1273–1299                                     | Margherita d'Angiò 1273–1299                                     | Margherita d'Angiò 1273–1299                                     | Margherita d'Angiò 1273–1299                                     |                                    |                                    | Carlo Martello d'Angiò 1271–1295                                                                  | Carlo Martello d'Angiò 1271–1295                                                                  | Carlo Martello d'Angiò 1271–1295                                                                  | Carlo Martello d'Angiò 1271–1295                                                                  | Carlo Martello d'Angiò 1271–1295                                                                  | Carlo Martello d'Angiò 1271–1295                                                                  |                                          |                                          | San Ludovico di Tolosa 1274–1297          | San Ludovico di Tolosa 1274–1297          | San Ludovico di Tolosa 1274–1297          | San Ludovico di Tolosa 1274–1297          | San Ludovico di Tolosa 1274–1297              | San Ludovico di Tolosa 1274–1297              |                                               |                                               | Roberto I 1277–1309–1343                      | Roberto I 1277–1309–1343                      | Roberto I 1277–1309–1343               | Roberto I 1277–1309–1343               | Roberto I 1277–1309–1343                                                       | Roberto I 1277–1309–1343                                                       |                                                                                |                                                                                | Filippo I d'Angiò 1278–1332                                                    | Filippo I d'Angiò 1278–1332                                                    | Filippo I d'Angiò 1278–1332           | Filippo I d'Angiò 1278–1332           | Filippo I d'Angiò 1278–1332                 | Filippo I d'Angiò 1278–1332                 |                                             |                                             | Raimondo Berengario d'Andria 1282–1307      | Raimondo Berengario d'Andria 1282–1307      | Raimondo Berengario d'Andria 1282–1307 | Raimondo Berengario d'Andria 1282–1307 | Raimondo Berengario d'Andria 1282–1307 | Raimondo Berengario d'Andria 1282–1307 |                                           |                                           | Pietro d'Angiò 1291–1315                  | Pietro d'Angiò 1291–1315                  | Pietro d'Angiò 1291–1315                  | Pietro d'Angiò 1291–1315                  | Pietro d'Angiò 1291–1315                  | Pietro d'Angiò 1291–1315                  |                                              |                                              | Giovanni di Gravina 1294–1336                  | Giovanni di Gravina 1294–1336                  | Giovanni di Gravina 1294–1336                  | Giovanni di Gravina 1294–1336                  | Giovanni di Gravina 1294–1336                  | Giovanni di Gravina 1294–1336                  |                                           |                                           | Eleonora d'Angiò 1289–1341                | Eleonora d'Angiò 1289–1341                | Eleonora d'Angiò 1289–1341        | Eleonora d'Angiò 1289–1341        | Eleonora d'Angiò 1289–1341        | Eleonora d'Angiò 1289–1341        |                                  |                                  | Federico III di Sicilia 1272–1337      | Federico III di Sicilia 1272–1337      | Federico III di Sicilia 1272–1337      | Federico III di Sicilia 1272–1337      | Federico III di Sicilia 1272–1337      | Federico III di Sicilia 1272–1337      |  |  |  |  |  |  |  |  |  |  |  |  |  |  |  |  |  |  |  |  |  |  |
| Carlo di Valois 1270–1325               | Carlo di Valois 1270–1325               | Carlo di Valois 1270–1325               | Carlo di Valois 1270–1325               | Carlo di Valois 1270–1325                  | Carlo di Valois 1270–1325                  |                                            |                                            | Margherita d'Angiò 1273–1299                                     | Margherita d'Angiò 1273–1299                                     | Margherita d'Angiò 1273–1299                                     | Margherita d'Angiò 1273–1299                                     | Margherita d'Angiò 1273–1299                                     | Margherita d'Angiò 1273–1299                                     |                                    |                                    | Carlo Martello d'Angiò 1271–1295                                                                  | Carlo Martello d'Angiò 1271–1295                                                                  | Carlo Martello d'Angiò 1271–1295                                                                  | Carlo Martello d'Angiò 1271–1295                                                                  | Carlo Martello d'Angiò 1271–1295                                                                  | Carlo Martello d'Angiò 1271–1295                                                                  |                                          |                                          | San Ludovico di Tolosa 1274–1297          | San Ludovico di Tolosa 1274–1297          | San Ludovico di Tolosa 1274–1297          | San Ludovico di Tolosa 1274–1297          | San Ludovico di Tolosa 1274–1297              | San Ludovico di Tolosa 1274–1297              |                                               |                                               | Roberto I 1277–1309–1343                      | Roberto I 1277–1309–1343                      | Roberto I 1277–1309–1343               | Roberto I 1277–1309–1343               | Roberto I 1277–1309–1343                                                       | Roberto I 1277–1309–1343                                                       |                                                                                |                                                                                | Filippo I d'Angiò 1278–1332                                                    | Filippo I d'Angiò 1278–1332                                                    | Filippo I d'Angiò 1278–1332           | Filippo I d'Angiò 1278–1332           | Filippo I d'Angiò 1278–1332                 | Filippo I d'Angiò 1278–1332                 |                                             |                                             | Raimondo Berengario d'Andria 1282–1307      | Raimondo Berengario d'Andria 1282–1307      | Raimondo Berengario d'Andria 1282–1307 | Raimondo Berengario d'Andria 1282–1307 | Raimondo Berengario d'Andria 1282–1307 | Raimondo Berengario d'Andria 1282–1307 |                                           |                                           | Pietro d'Angiò 1291–1315                  | Pietro d'Angiò 1291–1315                  | Pietro d'Angiò 1291–1315                  | Pietro d'Angiò 1291–1315                  | Pietro d'Angiò 1291–1315                  | Pietro d'Angiò 1291–1315                  |                                              |                                              | Giovanni di Gravina 1294–1336                  | Giovanni di Gravina 1294–1336                  | Giovanni di Gravina 1294–1336                  | Giovanni di Gravina 1294–1336                  | Giovanni di Gravina 1294–1336                  | Giovanni di Gravina 1294–1336                  |                                           |                                           | Eleonora d'Angiò 1289–1341                | Eleonora d'Angiò 1289–1341                | Eleonora d'Angiò 1289–1341        | Eleonora d'Angiò 1289–1341        | Eleonora d'Angiò 1289–1341        | Eleonora d'Angiò 1289–1341        |                                  |                                  | Federico III di Sicilia 1272–1337      | Federico III di Sicilia 1272–1337      | Federico III di Sicilia 1272–1337      | Federico III di Sicilia 1272–1337      | Federico III di Sicilia 1272–1337      | Federico III di Sicilia 1272–1337      |  |  |  |  |  |  |  |  |  |  |  |  |  |  |  |  |  |  |  |  |  |  |
|                                         |                                         |                                         |                                         |                                            |                                            |                                            |                                            |                                                                  |                                                                  |                                                                  |                                                                  |                                                                  |                                                                  |                                    |                                    |                                                                                                   |                                                                                                   |                                                                                                   |                                                                                                   |                                                                                                   |                                                                                                   |                                          |                                          |                                           |                                           |                                           |                                           |                                               |                                               |                                               |                                               |                                               |                                               |                                        |                                        |                                                                                |                                                                                |                                                                                |                                                                                |                                                                                |                                                                                |                                       |                                       |                                             |                                             |                                             |                                             |                                             |                                             |                                        |                                        |                                        |                                        |                                           |                                           |                                           |                                           |                                           |                                           |                                           |                                           |                                              |                                              |                                                |                                                |                                                |                                                |                                                |                                                |                                           |                                           |                                           |                                           |                                   |                                   |                                   |                                   |                                  |                                  |                                        |                                        |                                        |                                        |                                        |                                        |  |  |  |  |  |  |  |  |  |  |  |  |  |  |  |  |  |  |  |  |  |  |
|                                         |                                         |                                         |                                         | Filippo VI di Francia 1293–1350            | Filippo VI di Francia 1293–1350            | Filippo VI di Francia 1293–1350            | Filippo VI di Francia 1293–1350            | Filippo VI di Francia 1293–1350                                  | Filippo VI di Francia 1293–1350                                  |                                                                  |                                                                  |                                                                  |                                                                  |                                    |                                    | Carlo I d'Ungheria 1288–1342                                                                      | Carlo I d'Ungheria 1288–1342                                                                      | Carlo I d'Ungheria 1288–1342                                                                      | Carlo I d'Ungheria 1288–1342                                                                      | Carlo I d'Ungheria 1288–1342                                                                      | Carlo I d'Ungheria 1288–1342                                                                      |                                          |                                          |                                           |                                           |                                           |                                           |                                               |                                               |                                               |                                               | Carlo d'Angiò 1298–1328                       | Carlo d'Angiò 1298–1328                       | Carlo d'Angiò 1298–1328                | Carlo d'Angiò 1298–1328                | Carlo d'Angiò 1298–1328                                                        | Carlo d'Angiò 1298–1328                                                        |                                                                                |                                                                                |                                                                                |                                                                                |                                       |                                       |                                             |                                             |                                             |                                             |                                             |                                             |                                        |                                        |                                        |                                        |                                           |                                           |                                           |                                           |                                           |                                           |                                           |                                           |                                              |                                              |                                                |                                                |                                                |                                                |                                                |                                                |                                           |                                           |                                           |                                           |                                   |                                   | Pietro II di Sicilia 1305–1342    | Pietro II di Sicilia 1305–1342    | Pietro II di Sicilia 1305–1342   | Pietro II di Sicilia 1305–1342   | Pietro II di Sicilia 1305–1342         | Pietro II di Sicilia 1305–1342         |                                        |                                        |                                        |                                        |  |  |  |  |  |  |  |  |  |  |  |  |  |  |  |  |  |  |  |  |  |  |
|                                         |                                         |                                         |                                         | Filippo VI di Francia 1293–1350            | Filippo VI di Francia 1293–1350            | Filippo VI di Francia 1293–1350            | Filippo VI di Francia 1293–1350            | Filippo VI di Francia 1293–1350                                  | Filippo VI di Francia 1293–1350                                  |                                                                  |                                                                  |                                                                  |                                                                  |                                    |                                    | Carlo I d'Ungheria 1288–1342                                                                      | Carlo I d'Ungheria 1288–1342                                                                      | Carlo I d'Ungheria 1288–1342                                                                      | Carlo I d'Ungheria 1288–1342                                                                      | Carlo I d'Ungheria 1288–1342                                                                      | Carlo I d'Ungheria 1288–1342                                                                      |                                          |                                          |                                           |                                           |                                           |                                           |                                               |                                               |                                               |                                               | Carlo d'Angiò 1298–1328                       | Carlo d'Angiò 1298–1328                       | Carlo d'Angiò 1298–1328                | Carlo d'Angiò 1298–1328                | Carlo d'Angiò 1298–1328                                                        | Carlo d'Angiò 1298–1328                                                        |                                                                                |                                                                                |                                                                                |                                                                                |                                       |                                       |                                             |                                             |                                             |                                             |                                             |                                             |                                        |                                        |                                        |                                        |                                           |                                           |                                           |                                           |                                           |                                           |                                           |                                           |                                              |                                              |                                                |                                                |                                                |                                                |                                                |                                                |                                           |                                           |                                           |                                           |                                   |                                   | Pietro II di Sicilia 1305–1342    | Pietro II di Sicilia 1305–1342    | Pietro II di Sicilia 1305–1342   | Pietro II di Sicilia 1305–1342   | Pietro II di Sicilia 1305–1342         | Pietro II di Sicilia 1305–1342         |                                        |                                        |                                        |                                        |  |  |  |  |  |  |  |  |  |  |  |  |  |  |  |  |  |  |  |  |  |  |
|                                         |                                         |                                         |                                         |                                            |                                            |                                            |                                            |                                                                  |                                                                  |                                                                  |                                                                  |                                                                  |                                                                  |                                    |                                    |                                                                                                   |                                                                                                   |                                                                                                   |                                                                                                   |                                                                                                   |                                                                                                   |                                          |                                          |                                           |                                           |                                           |                                           |                                               |                                               |                                               |                                               |                                               |                                               |                                        |                                        |                                                                                |                                                                                |                                                                                |                                                                                |                                                                                |                                                                                |                                       |                                       |                                             |                                             |                                             |                                             |                                             |                                             |                                        |                                        |                                        |                                        |                                           |                                           |                                           |                                           |                                           |                                           |                                           |                                           |                                              |                                              |                                                |                                                |                                                |                                                |                                                |                                                |                                           |                                           |                                           |                                           |                                   |                                   |                                   |                                   |                                  |                                  |                                        |                                        |                                        |                                        |                                        |                                        |  |  |  |  |  |  |  |  |  |  |  |  |  |  |  |  |  |  |  |  |  |  |
|                                         |                                         |                                         |                                         |                                            |                                            |                                            |                                            |                                                                  |                                                                  |                                                                  |                                                                  |                                                                  |                                                                  |                                    |                                    |                                                                                                   |                                                                                                   |                                                                                                   |                                                                                                   |                                                                                                   |                                                                                                   |                                          |                                          |                                           |                                           |                                           |                                           |                                               |                                               |                                               |                                               |                                               |                                               |                                        |                                        |                                                                                |                                                                                |                                                                                |                                                                                |                                                                                |                                                                                |                                       |                                       |                                             |                                             |                                             |                                             |                                             |                                             |                                        |                                        |                                        |                                        |                                           |                                           |                                           |                                           |                                           |                                           |                                           |                                           |                                              |                                              |                                                |                                                |                                                |                                                |                                                |                                                |                                           |                                           |                                           |                                           |                                   |                                   |                                   |                                   |                                  |                                  |                                        |                                        |                                        |                                        |                                        |                                        |  |  |  |  |  |  |  |  |  |  |  |  |  |  |  |  |  |  |  |  |  |  |
|                                         |                                         |                                         |                                         |                                            |                                            |                                            |                                            |                                                                  |                                                                  |                                                                  |                                                                  |                                                                  |                                                                  |                                    |                                    |                                                                                                   |                                                                                                   |                                                                                                   |                                                                                                   |                                                                                                   |                                                                                                   |                                          |                                          |                                           |                                           |                                           |                                           |                                               |                                               |                                               |                                               |                                               |                                               |                                        |                                        |                                                                                |                                                                                |                                                                                |                                                                                |                                                                                |                                                                                |                                       |                                       |                                             |                                             |                                             |                                             |                                             |                                             |                                        |                                        |                                        |                                        |                                           |                                           |                                           |                                           |                                           |                                           |                                           |                                           |                                              |                                              |                                                |                                                |                                                |                                                |                                                |                                                |                                           |                                           |                                           |                                           |                                   |                                   |                                   |                                   |                                  |                                  |                                        |                                        |                                        |                                        |                                        |                                        |  |  |  |  |  |  |  |  |  |  |  |  |  |  |  |  |  |  |  |  |  |  |
|                                         |                                         |                                         |                                         | Giovanni II di Francia 1319–1364           | Giovanni II di Francia 1319–1364           | Giovanni II di Francia 1319–1364           | Giovanni II di Francia 1319–1364           | Giovanni II di Francia 1319–1364                                 | Giovanni II di Francia 1319–1364                                 |                                                                  |                                                                  |                                                                  |                                                                  |                                    |                                    | Luigi I d'Ungheria 1326–1382                                                                      | Luigi I d'Ungheria 1326–1382                                                                      | Luigi I d'Ungheria 1326–1382                                                                      | Luigi I d'Ungheria 1326–1382                                                                      | Luigi I d'Ungheria 1326–1382                                                                      | Luigi I d'Ungheria 1326–1382                                                                      |                                          |                                          | Andrea d'Ungheria 1327–1345               | Andrea d'Ungheria 1327–1345               | Andrea d'Ungheria 1327–1345               | Andrea d'Ungheria 1327–1345               | Andrea d'Ungheria 1327–1345                   | Andrea d'Ungheria 1327–1345                   |                                               |                                               | Giovanna I 1328–1343–1382                     | Giovanna I 1328–1343–1382                     | Giovanna I 1328–1343–1382              | Giovanna I 1328–1343–1382              | Giovanna I 1328–1343–1382                                                      | Giovanna I 1328–1343–1382                                                      |                                                                                |                                                                                | Luigi I 1320–1352–1362                                                         | Luigi I 1320–1352–1362                                                         | Luigi I 1320–1352–1362                | Luigi I 1320–1352–1362                | Luigi I 1320–1352–1362                      | Luigi I 1320–1352–1362                      |                                             |                                             | Maria di Calabria 1329–1366                 | Maria di Calabria 1329–1366                 | Maria di Calabria 1329–1366            | Maria di Calabria 1329–1366            | Maria di Calabria 1329–1366            | Maria di Calabria 1329–1366            |                                           |                                           | Carlo di Gravina 1323–1348                | Carlo di Gravina 1323–1348                | Carlo di Gravina 1323–1348                | Carlo di Gravina 1323–1348                | Carlo di Gravina 1323–1348                | Carlo di Gravina 1323–1348                |                                              |                                              | Luigi di Durazzo 1324–1362                     | Luigi di Durazzo 1324–1362                     | Luigi di Durazzo 1324–1362                     | Luigi di Durazzo 1324–1362                     | Luigi di Durazzo 1324–1362                     | Luigi di Durazzo 1324–1362                     |                                           |                                           | Pietro IV d'Aragona 1319–1387             | Pietro IV d'Aragona 1319–1387             | Pietro IV d'Aragona 1319–1387     | Pietro IV d'Aragona 1319–1387     | Pietro IV d'Aragona 1319–1387     | Pietro IV d'Aragona 1319–1387     |                                  |                                  | Eleonora di Sicilia 1325–1375          | Eleonora di Sicilia 1325–1375          | Eleonora di Sicilia 1325–1375          | Eleonora di Sicilia 1325–1375          | Eleonora di Sicilia 1325–1375          | Eleonora di Sicilia 1325–1375          |  |  |  |  |  |  |  |  |  |  |  |  |  |  |  |  |  |  |  |  |  |  |
|                                         |                                         |                                         |                                         | Giovanni II di Francia 1319–1364           | Giovanni II di Francia 1319–1364           | Giovanni II di Francia 1319–1364           | Giovanni II di Francia 1319–1364           | Giovanni II di Francia 1319–1364                                 | Giovanni II di Francia 1319–1364                                 |                                                                  |                                                                  |                                                                  |                                                                  |                                    |                                    | Luigi I d'Ungheria 1326–1382                                                                      | Luigi I d'Ungheria 1326–1382                                                                      | Luigi I d'Ungheria 1326–1382                                                                      | Luigi I d'Ungheria 1326–1382                                                                      | Luigi I d'Ungheria 1326–1382                                                                      | Luigi I d'Ungheria 1326–1382                                                                      |                                          |                                          | Andrea d'Ungheria 1327–1345               | Andrea d'Ungheria 1327–1345               | Andrea d'Ungheria 1327–1345               | Andrea d'Ungheria 1327–1345               | Andrea d'Ungheria 1327–1345                   | Andrea d'Ungheria 1327–1345                   |                                               |                                               | Giovanna I 1328–1343–1382                     | Giovanna I 1328–1343–1382                     | Giovanna I 1328–1343–1382              | Giovanna I 1328–1343–1382              | Giovanna I 1328–1343–1382                                                      | Giovanna I 1328–1343–1382                                                      |                                                                                |                                                                                | Luigi I 1320–1352–1362                                                         | Luigi I 1320–1352–1362                                                         | Luigi I 1320–1352–1362                | Luigi I 1320–1352–1362                | Luigi I 1320–1352–1362                      | Luigi I 1320–1352–1362                      |                                             |                                             | Maria di Calabria 1329–1366                 | Maria di Calabria 1329–1366                 | Maria di Calabria 1329–1366            | Maria di Calabria 1329–1366            | Maria di Calabria 1329–1366            | Maria di Calabria 1329–1366            |                                           |                                           | Carlo di Gravina 1323–1348                | Carlo di Gravina 1323–1348                | Carlo di Gravina 1323–1348                | Carlo di Gravina 1323–1348                | Carlo di Gravina 1323–1348                | Carlo di Gravina 1323–1348                |                                              |                                              | Luigi di Durazzo 1324–1362                     | Luigi di Durazzo 1324–1362                     | Luigi di Durazzo 1324–1362                     | Luigi di Durazzo 1324–1362                     | Luigi di Durazzo 1324–1362                     | Luigi di Durazzo 1324–1362                     |                                           |                                           | Pietro IV d'Aragona 1319–1387             | Pietro IV d'Aragona 1319–1387             | Pietro IV d'Aragona 1319–1387     | Pietro IV d'Aragona 1319–1387     | Pietro IV d'Aragona 1319–1387     | Pietro IV d'Aragona 1319–1387     |                                  |                                  | Eleonora di Sicilia 1325–1375          | Eleonora di Sicilia 1325–1375          | Eleonora di Sicilia 1325–1375          | Eleonora di Sicilia 1325–1375          | Eleonora di Sicilia 1325–1375          | Eleonora di Sicilia 1325–1375          |  |  |  |  |  |  |  |  |  |  |  |  |  |  |  |  |  |  |  |  |  |  |
|                                         |                                         |                                         |                                         |                                            |                                            |                                            |                                            |                                                                  |                                                                  |                                                                  |                                                                  |                                                                  |                                                                  |                                    |                                    |                                                                                                   |                                                                                                   |                                                                                                   |                                                                                                   |                                                                                                   |                                                                                                   |                                          |                                          |                                           |                                           |                                           |                                           |                                               |                                               |                                               |                                               |                                               |                                               |                                        |                                        |                                                                                |                                                                                |                                                                                |                                                                                |                                                                                |                                                                                |                                       |                                       |                                             |                                             |                                             |                                             |                                             |                                             |                                        |                                        |                                        |                                        |                                           |                                           |                                           |                                           |                                           |                                           |                                           |                                           |                                              |                                              |                                                |                                                |                                                |                                                |                                                |                                                |                                           |                                           |                                           |                                           |                                   |                                   |                                   |                                   |                                  |                                  |                                        |                                        |                                        |                                        |                                        |                                        |  |  |  |  |  |  |  |  |  |  |  |  |  |  |  |  |  |  |  |  |  |  |
|                                         |                                         |                                         |                                         |                                            |                                            |                                            |                                            |                                                                  |                                                                  |                                                                  |                                                                  |                                                                  |                                                                  |                                    |                                    |                                                                                                   |                                                                                                   |                                                                                                   |                                                                                                   |                                                                                                   |                                                                                                   |                                          |                                          |                                           |                                           |                                           |                                           |                                               |                                               |                                               |                                               |                                               |                                               |                                        |                                        |                                                                                |                                                                                |                                                                                |                                                                                |                                                                                |                                                                                |                                       |                                       |                                             |                                             |                                             |                                             |                                             |                                             |                                        |                                        |                                        |                                        |                                           |                                           |                                           |                                           |                                           |                                           |                                           |                                           |                                              |                                              |                                                |                                                |                                                |                                                |                                                |                                                |                                           |                                           |                                           |                                           |                                   |                                   |                                   |                                   |                                  |                                  |                                        |                                        |                                        |                                        |                                        |                                        |  |  |  |  |  |  |  |  |  |  |  |  |  |  |  |  |  |  |  |  |  |  |
| Carlo V di Francia 1338–1380            | Carlo V di Francia 1338–1380            | Carlo V di Francia 1338–1380            | Carlo V di Francia 1338–1380            | Carlo V di Francia 1338–1380               | Carlo V di Francia 1338–1380               |                                            |                                            | Luigi I Re titolare 1339–1382–1384                               | Luigi I Re titolare 1339–1382–1384                               | Luigi I Re titolare 1339–1382–1384                               | Luigi I Re titolare 1339–1382–1384                               | Luigi I Re titolare 1339–1382–1384                               | Luigi I Re titolare 1339–1382–1384                               |                                    |                                    |                                                                                                   |                                                                                                   |                                                                                                   |                                                                                                   |                                                                                                   |                                                                                                   |                                          |                                          |                                           |                                           |                                           |                                           | Carlo Martello, Duca di Calabria 1345–1348    | Carlo Martello, Duca di Calabria 1345–1348    | Carlo Martello, Duca di Calabria 1345–1348    | Carlo Martello, Duca di Calabria 1345–1348    | Carlo Martello, Duca di Calabria 1345–1348    | Carlo Martello, Duca di Calabria 1345–1348    |                                        |                                        |                                                                                |                                                                                |                                                                                |                                                                                |                                                                                |                                                                                |                                       |                                       |                                             |                                             |                                             |                                             |                                             |                                             |                                        |                                        | Margherita di Durazzo 1347–1412        | Margherita di Durazzo 1347–1412        | Margherita di Durazzo 1347–1412           | Margherita di Durazzo 1347–1412           | Margherita di Durazzo 1347–1412           | Margherita di Durazzo 1347–1412           |                                           |                                           |                                           |                                           |                                              |                                              | Carlo III (II d'Ungheria) 1345–1382–1386       | Carlo III (II d'Ungheria) 1345–1382–1386       | Carlo III (II d'Ungheria) 1345–1382–1386       | Carlo III (II d'Ungheria) 1345–1382–1386       | Carlo III (II d'Ungheria) 1345–1382–1386       | Carlo III (II d'Ungheria) 1345–1382–1386       |                                           |                                           | Giovanni I di Castiglia 1358–1390         | Giovanni I di Castiglia 1358–1390         | Giovanni I di Castiglia 1358–1390 | Giovanni I di Castiglia 1358–1390 | Giovanni I di Castiglia 1358–1390 | Giovanni I di Castiglia 1358–1390 |                                  |                                  | Eleonora d'Aragona e Sicilia 1358–1382 | Eleonora d'Aragona e Sicilia 1358–1382 | Eleonora d'Aragona e Sicilia 1358–1382 | Eleonora d'Aragona e Sicilia 1358–1382 | Eleonora d'Aragona e Sicilia 1358–1382 | Eleonora d'Aragona e Sicilia 1358–1382 |  |  |  |  |  |  |  |  |  |  |  |  |  |  |  |  |  |  |  |  |  |  |
| Carlo V di Francia 1338–1380            | Carlo V di Francia 1338–1380            | Carlo V di Francia 1338–1380            | Carlo V di Francia 1338–1380            | Carlo V di Francia 1338–1380               | Carlo V di Francia 1338–1380               |                                            |                                            | Luigi I Re titolare 1339–1382–1384                               | Luigi I Re titolare 1339–1382–1384                               | Luigi I Re titolare 1339–1382–1384                               | Luigi I Re titolare 1339–1382–1384                               | Luigi I Re titolare 1339–1382–1384                               | Luigi I Re titolare 1339–1382–1384                               |                                    |                                    |                                                                                                   |                                                                                                   |                                                                                                   |                                                                                                   |                                                                                                   |                                                                                                   |                                          |                                          |                                           |                                           |                                           |                                           | Carlo Martello, Duca di Calabria 1345–1348    | Carlo Martello, Duca di Calabria 1345–1348    | Carlo Martello, Duca di Calabria 1345–1348    | Carlo Martello, Duca di Calabria 1345–1348    | Carlo Martello, Duca di Calabria 1345–1348    | Carlo Martello, Duca di Calabria 1345–1348    |                                        |                                        |                                                                                |                                                                                |                                                                                |                                                                                |                                                                                |                                                                                |                                       |                                       |                                             |                                             |                                             |                                             |                                             |                                             |                                        |                                        | Margherita di Durazzo 1347–1412        | Margherita di Durazzo 1347–1412        | Margherita di Durazzo 1347–1412           | Margherita di Durazzo 1347–1412           | Margherita di Durazzo 1347–1412           | Margherita di Durazzo 1347–1412           |                                           |                                           |                                           |                                           |                                              |                                              | Carlo III (II d'Ungheria) 1345–1382–1386       | Carlo III (II d'Ungheria) 1345–1382–1386       | Carlo III (II d'Ungheria) 1345–1382–1386       | Carlo III (II d'Ungheria) 1345–1382–1386       | Carlo III (II d'Ungheria) 1345–1382–1386       | Carlo III (II d'Ungheria) 1345–1382–1386       |                                           |                                           | Giovanni I di Castiglia 1358–1390         | Giovanni I di Castiglia 1358–1390         | Giovanni I di Castiglia 1358–1390 | Giovanni I di Castiglia 1358–1390 | Giovanni I di Castiglia 1358–1390 | Giovanni I di Castiglia 1358–1390 |                                  |                                  | Eleonora d'Aragona e Sicilia 1358–1382 | Eleonora d'Aragona e Sicilia 1358–1382 | Eleonora d'Aragona e Sicilia 1358–1382 | Eleonora d'Aragona e Sicilia 1358–1382 | Eleonora d'Aragona e Sicilia 1358–1382 | Eleonora d'Aragona e Sicilia 1358–1382 |  |  |  |  |  |  |  |  |  |  |  |  |  |  |  |  |  |  |  |  |  |  |
|                                         |                                         |                                         |                                         |                                            |                                            |                                            |                                            |                                                                  |                                                                  |                                                                  |                                                                  |                                                                  |                                                                  |                                    |                                    |                                                                                                   |                                                                                                   |                                                                                                   |                                                                                                   |                                                                                                   |                                                                                                   |                                          |                                          |                                           |                                           |                                           |                                           |                                               |                                               |                                               |                                               |                                               |                                               |                                        |                                        |                                                                                |                                                                                |                                                                                |                                                                                |                                                                                |                                                                                |                                       |                                       |                                             |                                             |                                             |                                             |                                             |                                             |                                        |                                        |                                        |                                        |                                           |                                           |                                           |                                           |                                           |                                           |                                           |                                           |                                              |                                              |                                                |                                                |                                                |                                                |                                                |                                                |                                           |                                           |                                           |                                           |                                   |                                   |                                   |                                   |                                  |                                  |                                        |                                        |                                        |                                        |                                        |                                        |  |  |  |  |  |  |  |  |  |  |  |  |  |  |  |  |  |  |  |  |  |  |
|                                         |                                         |                                         |                                         |                                            |                                            |                                            |                                            |                                                                  |                                                                  |                                                                  |                                                                  |                                                                  |                                                                  |                                    |                                    |                                                                                                   |                                                                                                   |                                                                                                   |                                                                                                   |                                                                                                   |                                                                                                   |                                          |                                          |                                           |                                           |                                           |                                           |                                               |                                               |                                               |                                               |                                               |                                               |                                        |                                        |                                                                                |                                                                                |                                                                                |                                                                                |                                                                                |                                                                                |                                       |                                       |                                             |                                             |                                             |                                             |                                             |                                             |                                        |                                        |                                        |                                        |                                           |                                           |                                           |                                           |                                           |                                           |                                           |                                           |                                              |                                              |                                                |                                                |                                                |                                                |                                                |                                                |                                           |                                           |                                           |                                           |                                   |                                   |                                   |                                   |                                  |                                  |                                        |                                        |                                        |                                        |                                        |                                        |  |  |  |  |  |  |  |  |  |  |  |  |  |  |  |  |  |  |  |  |  |  |
| Carlo VI di Francia 1368–1422           | Carlo VI di Francia 1368–1422           | Carlo VI di Francia 1368–1422           | Carlo VI di Francia 1368–1422           | Carlo VI di Francia 1368–1422              | Carlo VI di Francia 1368–1422              |                                            |                                            | Luigi II 1377–1417 r. 1389–1399 Re titolare 1384–1389, 1399–1417 | Luigi II 1377–1417 r. 1389–1399 Re titolare 1384–1389, 1399–1417 | Luigi II 1377–1417 r. 1389–1399 Re titolare 1384–1389, 1399–1417 | Luigi II 1377–1417 r. 1389–1399 Re titolare 1384–1389, 1399–1417 | Luigi II 1377–1417 r. 1389–1399 Re titolare 1384–1389, 1399–1417 | Luigi II 1377–1417 r. 1389–1399 Re titolare 1384–1389, 1399–1417 |                                    |                                    |                                                                                                   |                                                                                                   |                                                                                                   |                                                                                                   |                                                                                                   |                                                                                                   |                                          |                                          |                                           |                                           |                                           |                                           | Luigi I di Valois-Orléans 1372–1407           | Luigi I di Valois-Orléans 1372–1407           | Luigi I di Valois-Orléans 1372–1407           | Luigi I di Valois-Orléans 1372–1407           | Luigi I di Valois-Orléans 1372–1407           | Luigi I di Valois-Orléans 1372–1407           |                                        |                                        |                                                                                |                                                                                | Guglielmo I d'Asburgo 1370–1406                                                | Guglielmo I d'Asburgo 1370–1406                                                | Guglielmo I d'Asburgo 1370–1406                                                | Guglielmo I d'Asburgo 1370–1406                                                | Guglielmo I d'Asburgo 1370–1406       | Guglielmo I d'Asburgo 1370–1406       |                                             |                                             | Giovanna II 1373–1414–1435                  | Giovanna II 1373–1414–1435                  | Giovanna II 1373–1414–1435                  | Giovanna II 1373–1414–1435                  | Giovanna II 1373–1414–1435             | Giovanna II 1373–1414–1435             |                                        |                                        | Giacomo II di Borbone-La Marche 1370–1438 | Giacomo II di Borbone-La Marche 1370–1438 | Giacomo II di Borbone-La Marche 1370–1438 | Giacomo II di Borbone-La Marche 1370–1438 | Giacomo II di Borbone-La Marche 1370–1438 | Giacomo II di Borbone-La Marche 1370–1438 |                                           |                                           | Ladislao I 1377–1414 r. 1386–1389, 1399–1414 | Ladislao I 1377–1414 r. 1386–1389, 1399–1414 | Ladislao I 1377–1414 r. 1386–1389, 1399–1414   | Ladislao I 1377–1414 r. 1386–1389, 1399–1414   | Ladislao I 1377–1414 r. 1386–1389, 1399–1414   | Ladislao I 1377–1414 r. 1386–1389, 1399–1414   |                                                |                                                |                                           |                                           |                                           |                                           |                                   |                                   | Ferdinando I d'Aragona 1380–1416  | Ferdinando I d'Aragona 1380–1416  | Ferdinando I d'Aragona 1380–1416 | Ferdinando I d'Aragona 1380–1416 | Ferdinando I d'Aragona 1380–1416       | Ferdinando I d'Aragona 1380–1416       |                                        |                                        |                                        |                                        |  |  |  |  |  |  |  |  |  |  |  |  |  |  |  |  |  |  |  |  |  |  |
| Carlo VI di Francia 1368–1422           | Carlo VI di Francia 1368–1422           | Carlo VI di Francia 1368–1422           | Carlo VI di Francia 1368–1422           | Carlo VI di Francia 1368–1422              | Carlo VI di Francia 1368–1422              |                                            |                                            | Luigi II 1377–1417 r. 1389–1399 Re titolare 1384–1389, 1399–1417 | Luigi II 1377–1417 r. 1389–1399 Re titolare 1384–1389, 1399–1417 | Luigi II 1377–1417 r. 1389–1399 Re titolare 1384–1389, 1399–1417 | Luigi II 1377–1417 r. 1389–1399 Re titolare 1384–1389, 1399–1417 | Luigi II 1377–1417 r. 1389–1399 Re titolare 1384–1389, 1399–1417 | Luigi II 1377–1417 r. 1389–1399 Re titolare 1384–1389, 1399–1417 |                                    |                                    |                                                                                                   |                                                                                                   |                                                                                                   |                                                                                                   |                                                                                                   |                                                                                                   |                                          |                                          |                                           |                                           |                                           |                                           | Luigi I di Valois-Orléans 1372–1407           | Luigi I di Valois-Orléans 1372–1407           | Luigi I di Valois-Orléans 1372–1407           | Luigi I di Valois-Orléans 1372–1407           | Luigi I di Valois-Orléans 1372–1407           | Luigi I di Valois-Orléans 1372–1407           |                                        |                                        |                                                                                |                                                                                | Guglielmo I d'Asburgo 1370–1406                                                | Guglielmo I d'Asburgo 1370–1406                                                | Guglielmo I d'Asburgo 1370–1406                                                | Guglielmo I d'Asburgo 1370–1406                                                | Guglielmo I d'Asburgo 1370–1406       | Guglielmo I d'Asburgo 1370–1406       |                                             |                                             | Giovanna II 1373–1414–1435                  | Giovanna II 1373–1414–1435                  | Giovanna II 1373–1414–1435                  | Giovanna II 1373–1414–1435                  | Giovanna II 1373–1414–1435             | Giovanna II 1373–1414–1435             |                                        |                                        | Giacomo II di Borbone-La Marche 1370–1438 | Giacomo II di Borbone-La Marche 1370–1438 | Giacomo II di Borbone-La Marche 1370–1438 | Giacomo II di Borbone-La Marche 1370–1438 | Giacomo II di Borbone-La Marche 1370–1438 | Giacomo II di Borbone-La Marche 1370–1438 |                                           |                                           | Ladislao I 1377–1414 r. 1386–1389, 1399–1414 | Ladislao I 1377–1414 r. 1386–1389, 1399–1414 | Ladislao I 1377–1414 r. 1386–1389, 1399–1414   | Ladislao I 1377–1414 r. 1386–1389, 1399–1414   | Ladislao I 1377–1414 r. 1386–1389, 1399–1414   | Ladislao I 1377–1414 r. 1386–1389, 1399–1414   |                                                |                                                |                                           |                                           |                                           |                                           |                                   |                                   | Ferdinando I d'Aragona 1380–1416  | Ferdinando I d'Aragona 1380–1416  | Ferdinando I d'Aragona 1380–1416 | Ferdinando I d'Aragona 1380–1416 | Ferdinando I d'Aragona 1380–1416       | Ferdinando I d'Aragona 1380–1416       |                                        |                                        |                                        |                                        |  |  |  |  |  |  |  |  |  |  |  |  |  |  |  |  |  |  |  |  |  |  |
|                                         |                                         |                                         |                                         |                                            |                                            |                                            |                                            |                                                                  |                                                                  |                                                                  |                                                                  |                                                                  |                                                                  |                                    |                                    |                                                                                                   |                                                                                                   |                                                                                                   |                                                                                                   |                                                                                                   |                                                                                                   |                                          |                                          |                                           |                                           |                                           |                                           |                                               |                                               |                                               |                                               |                                               |                                               |                                        |                                        |                                                                                |                                                                                |                                                                                |                                                                                |                                                                                |                                                                                |                                       |                                       |                                             |                                             |                                             |                                             |                                             |                                             |                                        |                                        |                                        |                                        |                                           |                                           |                                           |                                           |                                           |                                           |                                           |                                           |                                              |                                              |                                                |                                                |                                                |                                                |                                                |                                                |                                           |                                           |                                           |                                           |                                   |                                   |                                   |                                   |                                  |                                  |                                        |                                        |                                        |                                        |                                        |                                        |  |  |  |  |  |  |  |  |  |  |  |  |  |  |  |  |  |  |  |  |  |  |
|                                         |                                         |                                         |                                         |                                            |                                            |                                            |                                            |                                                                  |                                                                  |                                                                  |                                                                  |                                                                  |                                                                  |                                    |                                    |                                                                                                   |                                                                                                   |                                                                                                   |                                                                                                   |                                                                                                   |                                                                                                   |                                          |                                          |                                           |                                           |                                           |                                           |                                               |                                               |                                               |                                               |                                               |                                               |                                        |                                        |                                                                                |                                                                                |                                                                                |                                                                                |                                                                                |                                                                                |                                       |                                       |                                             |                                             |                                             |                                             |                                             |                                             |                                        |                                        |                                        |                                        |                                           |                                           |                                           |                                           |                                           |                                           |                                           |                                           |                                              |                                              |                                                |                                                |                                                |                                                |                                                |                                                |                                           |                                           |                                           |                                           |                                   |                                   |                                   |                                   |                                  |                                  |                                        |                                        |                                        |                                        |                                        |                                        |  |  |  |  |  |  |  |  |  |  |  |  |  |  |  |  |  |  |  |  |  |  |
| Carlo VII di Francia 1403–1461          | Carlo VII di Francia 1403–1461          | Carlo VII di Francia 1403–1461          | Carlo VII di Francia 1403–1461          | Carlo VII di Francia 1403–1461             | Carlo VII di Francia 1403–1461             |                                            |                                            | Maria d'Angiò 1404–1463                                          | Maria d'Angiò 1404–1463                                          | Maria d'Angiò 1404–1463                                          | Maria d'Angiò 1404–1463                                          | Maria d'Angiò 1404–1463                                          | Maria d'Angiò 1404–1463                                          |                                    |                                    | Renato I 1409–1480 r. 1435–1442                                                                   | Renato I 1409–1480 r. 1435–1442                                                                   | Renato I 1409–1480 r. 1435–1442                                                                   | Renato I 1409–1480 r. 1435–1442                                                                   | Renato I 1409–1480 r. 1435–1442                                                                   | Renato I 1409–1480 r. 1435–1442                                                                   |                                          |                                          | Luigi III 1403–1434 Re titolare 1417–1426 | Luigi III 1403–1434 Re titolare 1417–1426 | Luigi III 1403–1434 Re titolare 1417–1426 | Luigi III 1403–1434 Re titolare 1417–1426 | Luigi III 1403–1434 Re titolare 1417–1426     | Luigi III 1403–1434 Re titolare 1417–1426     |                                               |                                               | Carlo di Valois-Orléans 1394–1465             | Carlo di Valois-Orléans 1394–1465             | Carlo di Valois-Orléans 1394–1465      | Carlo di Valois-Orléans 1394–1465      | Carlo di Valois-Orléans 1394–1465                                              | Carlo di Valois-Orléans 1394–1465                                              |                                                                                |                                                                                | Alfonso I 1396–1442–1458                                                       | Alfonso I 1396–1442–1458                                                       | Alfonso I 1396–1442–1458              | Alfonso I 1396–1442–1458              | Alfonso I 1396–1442–1458                    | Alfonso I 1396–1442–1458                    |                                             |                                             |                                             |                                             |                                        |                                        |                                        |                                        |                                           |                                           |                                           |                                           |                                           |                                           | Giovanni II d'Aragona 1398–1479           | Giovanni II d'Aragona 1398–1479           | Giovanni II d'Aragona 1398–1479              | Giovanni II d'Aragona 1398–1479              | Giovanni II d'Aragona 1398–1479                | Giovanni II d'Aragona 1398–1479                |                                                |                                                |                                                |                                                |                                           |                                           | Trastámara                                | Trastámara                                | Trastámara                        | Trastámara                        | Trastámara                        | Trastámara                        |                                  |                                  |                                        |                                        |                                        |                                        |                                        |                                        |  |  |  |  |  |  |  |  |  |  |  |  |  |  |  |  |  |  |  |  |  |  |
| Carlo VII di Francia 1403–1461          | Carlo VII di Francia 1403–1461          | Carlo VII di Francia 1403–1461          | Carlo VII di Francia 1403–1461          | Carlo VII di Francia 1403–1461             | Carlo VII di Francia 1403–1461             |                                            |                                            | Maria d'Angiò 1404–1463                                          | Maria d'Angiò 1404–1463                                          | Maria d'Angiò 1404–1463                                          | Maria d'Angiò 1404–1463                                          | Maria d'Angiò 1404–1463                                          | Maria d'Angiò 1404–1463                                          |                                    |                                    | Renato I 1409–1480 r. 1435–1442                                                                   | Renato I 1409–1480 r. 1435–1442                                                                   | Renato I 1409–1480 r. 1435–1442                                                                   | Renato I 1409–1480 r. 1435–1442                                                                   | Renato I 1409–1480 r. 1435–1442                                                                   | Renato I 1409–1480 r. 1435–1442                                                                   |                                          |                                          | Luigi III 1403–1434 Re titolare 1417–1426 | Luigi III 1403–1434 Re titolare 1417–1426 | Luigi III 1403–1434 Re titolare 1417–1426 | Luigi III 1403–1434 Re titolare 1417–1426 | Luigi III 1403–1434 Re titolare 1417–1426     | Luigi III 1403–1434 Re titolare 1417–1426     |                                               |                                               | Carlo di Valois-Orléans 1394–1465             | Carlo di Valois-Orléans 1394–1465             | Carlo di Valois-Orléans 1394–1465      | Carlo di Valois-Orléans 1394–1465      | Carlo di Valois-Orléans 1394–1465                                              | Carlo di Valois-Orléans 1394–1465                                              |                                                                                |                                                                                | Alfonso I 1396–1442–1458                                                       | Alfonso I 1396–1442–1458                                                       | Alfonso I 1396–1442–1458              | Alfonso I 1396–1442–1458              | Alfonso I 1396–1442–1458                    | Alfonso I 1396–1442–1458                    |                                             |                                             |                                             |                                             |                                        |                                        |                                        |                                        |                                           |                                           |                                           |                                           |                                           |                                           | Giovanni II d'Aragona 1398–1479           | Giovanni II d'Aragona 1398–1479           | Giovanni II d'Aragona 1398–1479              | Giovanni II d'Aragona 1398–1479              | Giovanni II d'Aragona 1398–1479                | Giovanni II d'Aragona 1398–1479                |                                                |                                                |                                                |                                                |                                           |                                           | Trastámara                                | Trastámara                                | Trastámara                        | Trastámara                        | Trastámara                        | Trastámara                        |                                  |                                  |                                        |                                        |                                        |                                        |                                        |                                        |  |  |  |  |  |  |  |  |  |  |  |  |  |  |  |  |  |  |  |  |  |  |
|                                         |                                         |                                         |                                         |                                            |                                            |                                            |                                            |                                                                  |                                                                  |                                                                  |                                                                  |                                                                  |                                                                  |                                    |                                    |                                                                                                   |                                                                                                   |                                                                                                   |                                                                                                   |                                                                                                   |                                                                                                   |                                          |                                          |                                           |                                           |                                           |                                           |                                               |                                               |                                               |                                               |                                               |                                               |                                        |                                        |                                                                                |                                                                                |                                                                                |                                                                                |                                                                                |                                                                                |                                       |                                       |                                             |                                             |                                             |                                             |                                             |                                             |                                        |                                        |                                        |                                        |                                           |                                           |                                           |                                           |                                           |                                           |                                           |                                           |                                              |                                              |                                                |                                                |                                                |                                                |                                                |                                                |                                           |                                           |                                           |                                           |                                   |                                   |                                   |                                   |                                  |                                  |                                        |                                        |                                        |                                        |                                        |                                        |  |  |  |  |  |  |  |  |  |  |  |  |  |  |  |  |  |  |  |  |  |  |
|                                         |                                         |                                         |                                         |                                            |                                            |                                            |                                            |                                                                  |                                                                  |                                                                  |                                                                  |                                                                  |                                                                  |                                    |                                    |                                                                                                   |                                                                                                   |                                                                                                   |                                                                                                   |                                                                                                   |                                                                                                   |                                          |                                          |                                           |                                           |                                           |                                           |                                               |                                               |                                               |                                               |                                               |                                               |                                        |                                        |                                                                                |                                                                                |                                                                                |                                                                                |                                                                                |                                                                                |                                       |                                       |                                             |                                             |                                             |                                             |                                             |                                             |                                        |                                        |                                        |                                        |                                           |                                           |                                           |                                           |                                           |                                           |                                           |                                           |                                              |                                              |                                                |                                                |                                                |                                                |                                                |                                                |                                           |                                           |                                           |                                           |                                   |                                   |                                   |                                   |                                  |                                  |                                        |                                        |                                        |                                        |                                        |                                        |  |  |  |  |  |  |  |  |  |  |  |  |  |  |  |  |  |  |  |  |  |  |
| Luigi XI di Francia 1423–1483           | Luigi XI di Francia 1423–1483           | Luigi XI di Francia 1423–1483           | Luigi XI di Francia 1423–1483           | Luigi XI di Francia 1423–1483              | Luigi XI di Francia 1423–1483              |                                            |                                            | Iolanda d'Angiò 1428–1483                                        | Iolanda d'Angiò 1428–1483                                        | Iolanda d'Angiò 1428–1483                                        | Iolanda d'Angiò 1428–1483                                        | Iolanda d'Angiò 1428–1483                                        | Iolanda d'Angiò 1428–1483                                        |                                    |                                    | Giovanni II di Lorena 1424–1470 pretendente                                                       | Giovanni II di Lorena 1424–1470 pretendente                                                       | Giovanni II di Lorena 1424–1470 pretendente                                                       | Giovanni II di Lorena 1424–1470 pretendente                                                       | Giovanni II di Lorena 1424–1470 pretendente                                                       | Giovanni II di Lorena 1424–1470 pretendente                                                       |                                          |                                          |                                           |                                           |                                           |                                           |                                               |                                               |                                               |                                               |                                               |                                               |                                        |                                        |                                                                                |                                                                                |                                                                                |                                                                                | Ferdinando I 1423–1458–1494                                                    | Ferdinando I 1423–1458–1494                                                    | Ferdinando I 1423–1458–1494           | Ferdinando I 1423–1458–1494           | Ferdinando I 1423–1458–1494                 | Ferdinando I 1423–1458–1494                 |                                             |                                             |                                             |                                             |                                        |                                        |                                        |                                        |                                           |                                           |                                           |                                           |                                           |                                           | Ferdinando III 1452–1504–1516             | Ferdinando III 1452–1504–1516             | Ferdinando III 1452–1504–1516                | Ferdinando III 1452–1504–1516                | Ferdinando III 1452–1504–1516                  | Ferdinando III 1452–1504–1516                  |                                                |                                                |                                                |                                                |                                           |                                           |                                           |                                           |                                   |                                   |                                   |                                   |                                  |                                  |                                        |                                        |                                        |                                        |                                        |                                        |  |  |  |  |  |  |  |  |  |  |  |  |  |  |  |  |  |  |  |  |  |  |
| Luigi XI di Francia 1423–1483           | Luigi XI di Francia 1423–1483           | Luigi XI di Francia 1423–1483           | Luigi XI di Francia 1423–1483           | Luigi XI di Francia 1423–1483              | Luigi XI di Francia 1423–1483              |                                            |                                            | Iolanda d'Angiò 1428–1483                                        | Iolanda d'Angiò 1428–1483                                        | Iolanda d'Angiò 1428–1483                                        | Iolanda d'Angiò 1428–1483                                        | Iolanda d'Angiò 1428–1483                                        | Iolanda d'Angiò 1428–1483                                        |                                    |                                    | Giovanni II di Lorena 1424–1470 pretendente                                                       | Giovanni II di Lorena 1424–1470 pretendente                                                       | Giovanni II di Lorena 1424–1470 pretendente                                                       | Giovanni II di Lorena 1424–1470 pretendente                                                       | Giovanni II di Lorena 1424–1470 pretendente                                                       | Giovanni II di Lorena 1424–1470 pretendente                                                       |                                          |                                          |                                           |                                           |                                           |                                           |                                               |                                               |                                               |                                               |                                               |                                               |                                        |                                        |                                                                                |                                                                                |                                                                                |                                                                                | Ferdinando I 1423–1458–1494                                                    | Ferdinando I 1423–1458–1494                                                    | Ferdinando I 1423–1458–1494           | Ferdinando I 1423–1458–1494           | Ferdinando I 1423–1458–1494                 | Ferdinando I 1423–1458–1494                 |                                             |                                             |                                             |                                             |                                        |                                        |                                        |                                        |                                           |                                           |                                           |                                           |                                           |                                           | Ferdinando III 1452–1504–1516             | Ferdinando III 1452–1504–1516             | Ferdinando III 1452–1504–1516                | Ferdinando III 1452–1504–1516                | Ferdinando III 1452–1504–1516                  | Ferdinando III 1452–1504–1516                  |                                                |                                                |                                                |                                                |                                           |                                           |                                           |                                           |                                   |                                   |                                   |                                   |                                  |                                  |                                        |                                        |                                        |                                        |                                        |                                        |  |  |  |  |  |  |  |  |  |  |  |  |  |  |  |  |  |  |  |  |  |  |
|                                         |                                         |                                         |                                         |                                            |                                            |                                            |                                            |                                                                  |                                                                  |                                                                  |                                                                  |                                                                  |                                                                  |                                    |                                    |                                                                                                   |                                                                                                   |                                                                                                   |                                                                                                   |                                                                                                   |                                                                                                   |                                          |                                          |                                           |                                           |                                           |                                           |                                               |                                               |                                               |                                               |                                               |                                               |                                        |                                        |                                                                                |                                                                                |                                                                                |                                                                                |                                                                                |                                                                                |                                       |                                       |                                             |                                             |                                             |                                             |                                             |                                             |                                        |                                        |                                        |                                        |                                           |                                           |                                           |                                           |                                           |                                           |                                           |                                           |                                              |                                              |                                                |                                                |                                                |                                                |                                                |                                                |                                           |                                           |                                           |                                           |                                   |                                   |                                   |                                   |                                  |                                  |                                        |                                        |                                        |                                        |                                        |                                        |  |  |  |  |  |  |  |  |  |  |  |  |  |  |  |  |  |  |  |  |  |  |
|                                         |                                         |                                         |                                         |                                            |                                            |                                            |                                            |                                                                  |                                                                  |                                                                  |                                                                  |                                                                  |                                                                  |                                    |                                    |                                                                                                   |                                                                                                   |                                                                                                   |                                                                                                   |                                                                                                   |                                                                                                   |                                          |                                          |                                           |                                           |                                           |                                           |                                               |                                               |                                               |                                               |                                               |                                               |                                        |                                        |                                                                                |                                                                                |                                                                                |                                                                                |                                                                                |                                                                                |                                       |                                       |                                             |                                             |                                             |                                             |                                             |                                             |                                        |                                        |                                        |                                        |                                           |                                           |                                           |                                           |                                           |                                           |                                           |                                           |                                              |                                              |                                                |                                                |                                                |                                                |                                                |                                                |                                           |                                           |                                           |                                           |                                   |                                   |                                   |                                   |                                  |                                  |                                        |                                        |                                        |                                        |                                        |                                        |  |  |  |  |  |  |  |  |  |  |  |  |  |  |  |  |  |  |  |  |  |  |
| Carlo VIII di Francia 1470–1498 r. 1495 | Carlo VIII di Francia 1470–1498 r. 1495 | Carlo VIII di Francia 1470–1498 r. 1495 | Carlo VIII di Francia 1470–1498 r. 1495 | Carlo VIII di Francia 1470–1498 r. 1495    | Carlo VIII di Francia 1470–1498 r. 1495    |                                            |                                            | Renato II di Lorena 1451–1508 Re titolare                        | Renato II di Lorena 1451–1508 Re titolare                        | Renato II di Lorena 1451–1508 Re titolare                        | Renato II di Lorena 1451–1508 Re titolare                        | Renato II di Lorena 1451–1508 Re titolare                        | Renato II di Lorena 1451–1508 Re titolare                        |                                    |                                    | Nicola I di Lorena 1448–1473 pretendente                                                          | Nicola I di Lorena 1448–1473 pretendente                                                          | Nicola I di Lorena 1448–1473 pretendente                                                          | Nicola I di Lorena 1448–1473 pretendente                                                          | Nicola I di Lorena 1448–1473 pretendente                                                          | Nicola I di Lorena 1448–1473 pretendente                                                          |                                          |                                          | Luigi II 1462–1515 r. 1501–1504           | Luigi II 1462–1515 r. 1501–1504           | Luigi II 1462–1515 r. 1501–1504           | Luigi II 1462–1515 r. 1501–1504           | Luigi II 1462–1515 r. 1501–1504               | Luigi II 1462–1515 r. 1501–1504               |                                               |                                               |                                               |                                               |                                        |                                        | Alfonso II 1448–1495 r. 1494–1495                                              | Alfonso II 1448–1495 r. 1494–1495                                              | Alfonso II 1448–1495 r. 1494–1495                                              | Alfonso II 1448–1495 r. 1494–1495                                              | Alfonso II 1448–1495 r. 1494–1495                                              | Alfonso II 1448–1495 r. 1494–1495                                              |                                       |                                       | Federico I 1452–1504 r. 1496–1501           | Federico I 1452–1504 r. 1496–1501           | Federico I 1452–1504 r. 1496–1501           | Federico I 1452–1504 r. 1496–1501           | Federico I 1452–1504 r. 1496–1501           | Federico I 1452–1504 r. 1496–1501           |                                        |                                        | Filippo I di Castiglia 1478–1506       | Filippo I di Castiglia 1478–1506       | Filippo I di Castiglia 1478–1506          | Filippo I di Castiglia 1478–1506          | Filippo I di Castiglia 1478–1506          | Filippo I di Castiglia 1478–1506          |                                           |                                           | Giovanna III 1479–1516–1555               | Giovanna III 1479–1516–1555               | Giovanna III 1479–1516–1555                  | Giovanna III 1479–1516–1555                  | Giovanna III 1479–1516–1555                    | Giovanna III 1479–1516–1555                    |                                                |                                                |                                                |                                                |                                           |                                           |                                           |                                           |                                   |                                   |                                   |                                   |                                  |                                  |                                        |                                        |                                        |                                        |                                        |                                        |  |  |  |  |  |  |  |  |  |  |  |  |  |  |  |  |  |  |  |  |  |  |
| Carlo VIII di Francia 1470–1498 r. 1495 | Carlo VIII di Francia 1470–1498 r. 1495 | Carlo VIII di Francia 1470–1498 r. 1495 | Carlo VIII di Francia 1470–1498 r. 1495 | Carlo VIII di Francia 1470–1498 r. 1495    | Carlo VIII di Francia 1470–1498 r. 1495    |                                            |                                            | Renato II di Lorena 1451–1508 Re titolare                        | Renato II di Lorena 1451–1508 Re titolare                        | Renato II di Lorena 1451–1508 Re titolare                        | Renato II di Lorena 1451–1508 Re titolare                        | Renato II di Lorena 1451–1508 Re titolare                        | Renato II di Lorena 1451–1508 Re titolare                        |                                    |                                    | Nicola I di Lorena 1448–1473 pretendente                                                          | Nicola I di Lorena 1448–1473 pretendente                                                          | Nicola I di Lorena 1448–1473 pretendente                                                          | Nicola I di Lorena 1448–1473 pretendente                                                          | Nicola I di Lorena 1448–1473 pretendente                                                          | Nicola I di Lorena 1448–1473 pretendente                                                          |                                          |                                          | Luigi II 1462–1515 r. 1501–1504           | Luigi II 1462–1515 r. 1501–1504           | Luigi II 1462–1515 r. 1501–1504           | Luigi II 1462–1515 r. 1501–1504           | Luigi II 1462–1515 r. 1501–1504               | Luigi II 1462–1515 r. 1501–1504               |                                               |                                               |                                               |                                               |                                        |                                        | Alfonso II 1448–1495 r. 1494–1495                                              | Alfonso II 1448–1495 r. 1494–1495                                              | Alfonso II 1448–1495 r. 1494–1495                                              | Alfonso II 1448–1495 r. 1494–1495                                              | Alfonso II 1448–1495 r. 1494–1495                                              | Alfonso II 1448–1495 r. 1494–1495                                              |                                       |                                       | Federico I 1452–1504 r. 1496–1501           | Federico I 1452–1504 r. 1496–1501           | Federico I 1452–1504 r. 1496–1501           | Federico I 1452–1504 r. 1496–1501           | Federico I 1452–1504 r. 1496–1501           | Federico I 1452–1504 r. 1496–1501           |                                        |                                        | Filippo I di Castiglia 1478–1506       | Filippo I di Castiglia 1478–1506       | Filippo I di Castiglia 1478–1506          | Filippo I di Castiglia 1478–1506          | Filippo I di Castiglia 1478–1506          | Filippo I di Castiglia 1478–1506          |                                           |                                           | Giovanna III 1479–1516–1555               | Giovanna III 1479–1516–1555               | Giovanna III 1479–1516–1555                  | Giovanna III 1479–1516–1555                  | Giovanna III 1479–1516–1555                    | Giovanna III 1479–1516–1555                    |                                                |                                                |                                                |                                                |                                           |                                           |                                           |                                           |                                   |                                   |                                   |                                   |                                  |                                  |                                        |                                        |                                        |                                        |                                        |                                        |  |  |  |  |  |  |  |  |  |  |  |  |  |  |  |  |  |  |  |  |  |  |
|                                         |                                         |                                         |                                         |                                            |                                            |                                            |                                            |                                                                  |                                                                  |                                                                  |                                                                  |                                                                  |                                                                  |                                    |                                    |                                                                                                   |                                                                                                   |                                                                                                   |                                                                                                   |                                                                                                   |                                                                                                   |                                          |                                          |                                           |                                           |                                           |                                           |                                               |                                               |                                               |                                               |                                               |                                               |                                        |                                        |                                                                                |                                                                                |                                                                                |                                                                                |                                                                                |                                                                                |                                       |                                       |                                             |                                             |                                             |                                             |                                             |                                             |                                        |                                        |                                        |                                        |                                           |                                           |                                           |                                           |                                           |                                           |                                           |                                           |                                              |                                              |                                                |                                                |                                                |                                                |                                                |                                                |                                           |                                           |                                           |                                           |                                   |                                   |                                   |                                   |                                  |                                  |                                        |                                        |                                        |                                        |                                        |                                        |  |  |  |  |  |  |  |  |  |  |  |  |  |  |  |  |  |  |  |  |  |  |
|                                         |                                         |                                         |                                         |                                            |                                            |                                            |                                            |                                                                  |                                                                  |                                                                  |                                                                  |                                                                  |                                                                  |                                    |                                    |                                                                                                   |                                                                                                   |                                                                                                   |                                                                                                   |                                                                                                   |                                                                                                   |                                          |                                          |                                           |                                           |                                           |                                           |                                               |                                               |                                               |                                               |                                               |                                               |                                        |                                        |                                                                                |                                                                                |                                                                                |                                                                                |                                                                                |                                                                                |                                       |                                       |                                             |                                             |                                             |                                             |                                             |                                             |                                        |                                        |                                        |                                        |                                           |                                           |                                           |                                           |                                           |                                           |                                           |                                           |                                              |                                              |                                                |                                                |                                                |                                                |                                                |                                                |                                           |                                           |                                           |                                           |                                   |                                   |                                   |                                   |                                  |                                  |                                        |                                        |                                        |                                        |                                        |                                        |  |  |  |  |  |  |  |  |  |  |  |  |  |  |  |  |  |  |  |  |  |  |
|                                         |                                         |                                         |                                         |                                            |                                            |                                            |                                            | Claudio I di Guisa 1496–1550 pretendente                         | Claudio I di Guisa 1496–1550 pretendente                         | Claudio I di Guisa 1496–1550 pretendente                         | Claudio I di Guisa 1496–1550 pretendente                         | Claudio I di Guisa 1496–1550 pretendente                         | Claudio I di Guisa 1496–1550 pretendente                         |                                    |                                    |                                                                                                   |                                                                                                   |                                                                                                   |                                                                                                   |                                                                                                   |                                                                                                   |                                          |                                          |                                           |                                           |                                           |                                           |                                               |                                               |                                               |                                               |                                               |                                               |                                        |                                        | Ferdinando II 1469–1496 r. 1495 (conteso con Carlo VIII di Francia); 1495–1496 | Ferdinando II 1469–1496 r. 1495 (conteso con Carlo VIII di Francia); 1495–1496 | Ferdinando II 1469–1496 r. 1495 (conteso con Carlo VIII di Francia); 1495–1496 | Ferdinando II 1469–1496 r. 1495 (conteso con Carlo VIII di Francia); 1495–1496 | Ferdinando II 1469–1496 r. 1495 (conteso con Carlo VIII di Francia); 1495–1496 | Ferdinando II 1469–1496 r. 1495 (conteso con Carlo VIII di Francia); 1495–1496 |                                       |                                       | Carlo IV 1500–1558 r. 1516–1554             | Carlo IV 1500–1558 r. 1516–1554             | Carlo IV 1500–1558 r. 1516–1554             | Carlo IV 1500–1558 r. 1516–1554             | Carlo IV 1500–1558 r. 1516–1554             | Carlo IV 1500–1558 r. 1516–1554             |                                        |                                        | Ferdinando I d'Asburgo 1503–1564       | Ferdinando I d'Asburgo 1503–1564       | Ferdinando I d'Asburgo 1503–1564          | Ferdinando I d'Asburgo 1503–1564          | Ferdinando I d'Asburgo 1503–1564          | Ferdinando I d'Asburgo 1503–1564          |                                           |                                           |                                           |                                           |                                              |                                              |                                                |                                                |                                                |                                                |                                                |                                                |                                           |                                           |                                           |                                           |                                   |                                   |                                   |                                   |                                  |                                  |                                        |                                        |                                        |                                        |                                        |                                        |  |  |  |  |  |  |  |  |  |  |  |  |  |  |  |  |  |  |  |  |  |  |
|                                         |                                         |                                         |                                         |                                            |                                            |                                            |                                            | Claudio I di Guisa 1496–1550 pretendente                         | Claudio I di Guisa 1496–1550 pretendente                         | Claudio I di Guisa 1496–1550 pretendente                         | Claudio I di Guisa 1496–1550 pretendente                         | Claudio I di Guisa 1496–1550 pretendente                         | Claudio I di Guisa 1496–1550 pretendente                         |                                    |                                    |                                                                                                   |                                                                                                   |                                                                                                   |                                                                                                   |                                                                                                   |                                                                                                   |                                          |                                          |                                           |                                           |                                           |                                           |                                               |                                               |                                               |                                               |                                               |                                               |                                        |                                        | Ferdinando II 1469–1496 r. 1495 (conteso con Carlo VIII di Francia); 1495–1496 | Ferdinando II 1469–1496 r. 1495 (conteso con Carlo VIII di Francia); 1495–1496 | Ferdinando II 1469–1496 r. 1495 (conteso con Carlo VIII di Francia); 1495–1496 | Ferdinando II 1469–1496 r. 1495 (conteso con Carlo VIII di Francia); 1495–1496 | Ferdinando II 1469–1496 r. 1495 (conteso con Carlo VIII di Francia); 1495–1496 | Ferdinando II 1469–1496 r. 1495 (conteso con Carlo VIII di Francia); 1495–1496 |                                       |                                       | Carlo IV 1500–1558 r. 1516–1554             | Carlo IV 1500–1558 r. 1516–1554             | Carlo IV 1500–1558 r. 1516–1554             | Carlo IV 1500–1558 r. 1516–1554             | Carlo IV 1500–1558 r. 1516–1554             | Carlo IV 1500–1558 r. 1516–1554             |                                        |                                        | Ferdinando I d'Asburgo 1503–1564       | Ferdinando I d'Asburgo 1503–1564       | Ferdinando I d'Asburgo 1503–1564          | Ferdinando I d'Asburgo 1503–1564          | Ferdinando I d'Asburgo 1503–1564          | Ferdinando I d'Asburgo 1503–1564          |                                           |                                           |                                           |                                           |                                              |                                              |                                                |                                                |                                                |                                                |                                                |                                                |                                           |                                           |                                           |                                           |                                   |                                   |                                   |                                   |                                  |                                  |                                        |                                        |                                        |                                        |                                        |                                        |  |  |  |  |  |  |  |  |  |  |  |  |  |  |  |  |  |  |  |  |  |  |
|                                         |                                         |                                         |                                         |                                            |                                            |                                            |                                            |                                                                  |                                                                  |                                                                  |                                                                  |                                                                  |                                                                  |                                    |                                    |                                                                                                   |                                                                                                   |                                                                                                   |                                                                                                   |                                                                                                   |                                                                                                   |                                          |                                          |                                           |                                           |                                           |                                           |                                               |                                               |                                               |                                               |                                               |                                               |                                        |                                        |                                                                                |                                                                                |                                                                                |                                                                                |                                                                                |                                                                                |                                       |                                       |                                             |                                             |                                             |                                             |                                             |                                             |                                        |                                        |                                        |                                        |                                           |                                           |                                           |                                           |                                           |                                           |                                           |                                           |                                              |                                              |                                                |                                                |                                                |                                                |                                                |                                                |                                           |                                           |                                           |                                           |                                   |                                   |                                   |                                   |                                  |                                  |                                        |                                        |                                        |                                        |                                        |                                        |  |  |  |  |  |  |  |  |  |  |  |  |  |  |  |  |  |  |  |  |  |  |
|                                         |                                         |                                         |                                         |                                            |                                            |                                            |                                            | Francesco I di Guisa 1519–1563 pretendente                       | Francesco I di Guisa 1519–1563 pretendente                       | Francesco I di Guisa 1519–1563 pretendente                       | Francesco I di Guisa 1519–1563 pretendente                       | Francesco I di Guisa 1519–1563 pretendente                       | Francesco I di Guisa 1519–1563 pretendente                       |                                    |                                    |                                                                                                   |                                                                                                   |                                                                                                   |                                                                                                   |                                                                                                   |                                                                                                   |                                          |                                          |                                           |                                           |                                           |                                           |                                               |                                               |                                               |                                               |                                               |                                               | Filippo I 1527–1554–1598               | Filippo I 1527–1554–1598               | Filippo I 1527–1554–1598                                                       | Filippo I 1527–1554–1598                                                       | Filippo I 1527–1554–1598                                                       | Filippo I 1527–1554–1598                                                       |                                                                                |                                                                                |                                       |                                       |                                             |                                             |                                             |                                             |                                             |                                             |                                        |                                        | Carlo II d'Austria 1540–1590           | Carlo II d'Austria 1540–1590           | Carlo II d'Austria 1540–1590              | Carlo II d'Austria 1540–1590              | Carlo II d'Austria 1540–1590              | Carlo II d'Austria 1540–1590              |                                           |                                           |                                           |                                           |                                              |                                              |                                                |                                                |                                                |                                                |                                                |                                                |                                           |                                           |                                           |                                           |                                   |                                   |                                   |                                   |                                  |                                  |                                        |                                        |                                        |                                        |                                        |                                        |  |  |  |  |  |  |  |  |  |  |  |  |  |  |  |  |  |  |  |  |  |  |
|                                         |                                         |                                         |                                         |                                            |                                            |                                            |                                            | Francesco I di Guisa 1519–1563 pretendente                       | Francesco I di Guisa 1519–1563 pretendente                       | Francesco I di Guisa 1519–1563 pretendente                       | Francesco I di Guisa 1519–1563 pretendente                       | Francesco I di Guisa 1519–1563 pretendente                       | Francesco I di Guisa 1519–1563 pretendente                       |                                    |                                    |                                                                                                   |                                                                                                   |                                                                                                   |                                                                                                   |                                                                                                   |                                                                                                   |                                          |                                          |                                           |                                           |                                           |                                           |                                               |                                               |                                               |                                               |                                               |                                               | Filippo I 1527–1554–1598               | Filippo I 1527–1554–1598               | Filippo I 1527–1554–1598                                                       | Filippo I 1527–1554–1598                                                       | Filippo I 1527–1554–1598                                                       | Filippo I 1527–1554–1598                                                       |                                                                                |                                                                                |                                       |                                       |                                             |                                             |                                             |                                             |                                             |                                             |                                        |                                        | Carlo II d'Austria 1540–1590           | Carlo II d'Austria 1540–1590           | Carlo II d'Austria 1540–1590              | Carlo II d'Austria 1540–1590              | Carlo II d'Austria 1540–1590              | Carlo II d'Austria 1540–1590              |                                           |                                           |                                           |                                           |                                              |                                              |                                                |                                                |                                                |                                                |                                                |                                                |                                           |                                           |                                           |                                           |                                   |                                   |                                   |                                   |                                  |                                  |                                        |                                        |                                        |                                        |                                        |                                        |  |  |  |  |  |  |  |  |  |  |  |  |  |  |  |  |  |  |  |  |  |  |
| Casato di Lorena                        | Casato di Lorena                        | Casato di Lorena                        | Casato di Lorena                        | Casato di Lorena                           | Casato di Lorena                           |                                            |                                            | Enrico di Guisa 1550–1588 pretendente                            | Enrico di Guisa 1550–1588 pretendente                            | Enrico di Guisa 1550–1588 pretendente                            | Enrico di Guisa 1550–1588 pretendente                            | Enrico di Guisa 1550–1588 pretendente                            | Enrico di Guisa 1550–1588 pretendente                            |                                    |                                    |                                                                                                   |                                                                                                   |                                                                                                   |                                                                                                   |                                                                                                   |                                                                                                   |                                          |                                          |                                           |                                           |                                           |                                           |                                               |                                               |                                               |                                               |                                               |                                               | Filippo II 1578–1598–1621              | Filippo II 1578–1598–1621              | Filippo II 1578–1598–1621                                                      | Filippo II 1578–1598–1621                                                      | Filippo II 1578–1598–1621                                                      | Filippo II 1578–1598–1621                                                      |                                                                                |                                                                                |                                       |                                       |                                             |                                             |                                             |                                             |                                             |                                             |                                        |                                        | Ferdinando II d'Asburgo 1578–1637      | Ferdinando II d'Asburgo 1578–1637      | Ferdinando II d'Asburgo 1578–1637         | Ferdinando II d'Asburgo 1578–1637         | Ferdinando II d'Asburgo 1578–1637         | Ferdinando II d'Asburgo 1578–1637         |                                           |                                           |                                           |                                           |                                              |                                              |                                                |                                                |                                                |                                                |                                                |                                                |                                           |                                           |                                           |                                           |                                   |                                   |                                   |                                   |                                  |                                  |                                        |                                        |                                        |                                        |                                        |                                        |  |  |  |  |  |  |  |  |  |  |  |  |  |  |  |  |  |  |  |  |  |  |
| Casato di Lorena                        | Casato di Lorena                        | Casato di Lorena                        | Casato di Lorena                        | Casato di Lorena                           | Casato di Lorena                           |                                            |                                            | Enrico di Guisa 1550–1588 pretendente                            | Enrico di Guisa 1550–1588 pretendente                            | Enrico di Guisa 1550–1588 pretendente                            | Enrico di Guisa 1550–1588 pretendente                            | Enrico di Guisa 1550–1588 pretendente                            | Enrico di Guisa 1550–1588 pretendente                            |                                    |                                    |                                                                                                   |                                                                                                   |                                                                                                   |                                                                                                   |                                                                                                   |                                                                                                   |                                          |                                          |                                           |                                           |                                           |                                           |                                               |                                               |                                               |                                               |                                               |                                               | Filippo II 1578–1598–1621              | Filippo II 1578–1598–1621              | Filippo II 1578–1598–1621                                                      | Filippo II 1578–1598–1621                                                      | Filippo II 1578–1598–1621                                                      | Filippo II 1578–1598–1621                                                      |                                                                                |                                                                                |                                       |                                       |                                             |                                             |                                             |                                             |                                             |                                             |                                        |                                        | Ferdinando II d'Asburgo 1578–1637      | Ferdinando II d'Asburgo 1578–1637      | Ferdinando II d'Asburgo 1578–1637         | Ferdinando II d'Asburgo 1578–1637         | Ferdinando II d'Asburgo 1578–1637         | Ferdinando II d'Asburgo 1578–1637         |                                           |                                           |                                           |                                           |                                              |                                              |                                                |                                                |                                                |                                                |                                                |                                                |                                           |                                           |                                           |                                           |                                   |                                   |                                   |                                   |                                  |                                  |                                        |                                        |                                        |                                        |                                        |                                        |  |  |  |  |  |  |  |  |  |  |  |  |  |  |  |  |  |  |  |  |  |  |
|                                         |                                         |                                         |                                         |                                            |                                            |                                            |                                            |                                                                  |                                                                  |                                                                  |                                                                  |                                                                  |                                                                  |                                    |                                    |                                                                                                   |                                                                                                   |                                                                                                   |                                                                                                   |                                                                                                   |                                                                                                   |                                          |                                          |                                           |                                           |                                           |                                           |                                               |                                               |                                               |                                               |                                               |                                               |                                        |                                        |                                                                                |                                                                                |                                                                                |                                                                                |                                                                                |                                                                                |                                       |                                       |                                             |                                             |                                             |                                             |                                             |                                             |                                        |                                        |                                        |                                        |                                           |                                           |                                           |                                           |                                           |                                           |                                           |                                           |                                              |                                              |                                                |                                                |                                                |                                                |                                                |                                                |                                           |                                           |                                           |                                           |                                   |                                   |                                   |                                   |                                  |                                  |                                        |                                        |                                        |                                        |                                        |                                        |  |  |  |  |  |  |  |  |  |  |  |  |  |  |  |  |  |  |  |  |  |  |
|                                         |                                         |                                         |                                         |                                            |                                            |                                            |                                            |                                                                  |                                                                  |                                                                  |                                                                  |                                                                  |                                                                  |                                    |                                    |                                                                                                   |                                                                                                   |                                                                                                   |                                                                                                   |                                                                                                   |                                                                                                   |                                          |                                          |                                           |                                           |                                           |                                           |                                               |                                               |                                               |                                               |                                               |                                               |                                        |                                        |                                                                                |                                                                                |                                                                                |                                                                                | Maria Anna d'Asburgo 1606–1646                                                 | Maria Anna d'Asburgo 1606–1646                                                 | Maria Anna d'Asburgo 1606–1646        | Maria Anna d'Asburgo 1606–1646        | Maria Anna d'Asburgo 1606–1646              | Maria Anna d'Asburgo 1606–1646              |                                             |                                             | Ferdinando III d'Asburgo 1608–1657          | Ferdinando III d'Asburgo 1608–1657          | Ferdinando III d'Asburgo 1608–1657     | Ferdinando III d'Asburgo 1608–1657     | Ferdinando III d'Asburgo 1608–1657     | Ferdinando III d'Asburgo 1608–1657     |                                           |                                           |                                           |                                           |                                           |                                           | Asburgo                                   | Asburgo                                   | Asburgo                                      | Asburgo                                      | Asburgo                                        | Asburgo                                        |                                                |                                                |                                                |                                                |                                           |                                           |                                           |                                           |                                   |                                   |                                   |                                   |                                  |                                  |                                        |                                        |                                        |                                        |                                        |                                        |  |  |  |  |  |  |  |  |  |  |  |  |  |  |  |  |  |  |  |  |  |  |
|                                         |                                         |                                         |                                         |                                            |                                            |                                            |                                            |                                                                  |                                                                  |                                                                  |                                                                  |                                                                  |                                                                  |                                    |                                    |                                                                                                   |                                                                                                   |                                                                                                   |                                                                                                   |                                                                                                   |                                                                                                   |                                          |                                          |                                           |                                           |                                           |                                           |                                               |                                               |                                               |                                               |                                               |                                               |                                        |                                        |                                                                                |                                                                                |                                                                                |                                                                                | Maria Anna d'Asburgo 1606–1646                                                 | Maria Anna d'Asburgo 1606–1646                                                 | Maria Anna d'Asburgo 1606–1646        | Maria Anna d'Asburgo 1606–1646        | Maria Anna d'Asburgo 1606–1646              | Maria Anna d'Asburgo 1606–1646              |                                             |                                             | Ferdinando III d'Asburgo 1608–1657          | Ferdinando III d'Asburgo 1608–1657          | Ferdinando III d'Asburgo 1608–1657     | Ferdinando III d'Asburgo 1608–1657     | Ferdinando III d'Asburgo 1608–1657     | Ferdinando III d'Asburgo 1608–1657     |                                           |                                           |                                           |                                           |                                           |                                           | Asburgo                                   | Asburgo                                   | Asburgo                                      | Asburgo                                      | Asburgo                                        | Asburgo                                        |                                                |                                                |                                                |                                                |                                           |                                           |                                           |                                           |                                   |                                   |                                   |                                   |                                  |                                  |                                        |                                        |                                        |                                        |                                        |                                        |  |  |  |  |  |  |  |  |  |  |  |  |  |  |  |  |  |  |  |  |  |  |
|                                         |                                         |                                         |                                         |                                            |                                            |                                            |                                            |                                                                  |                                                                  |                                                                  |                                                                  |                                                                  |                                                                  |                                    |                                    |                                                                                                   |                                                                                                   |                                                                                                   |                                                                                                   |                                                                                                   |                                                                                                   |                                          |                                          |                                           |                                           |                                           |                                           |                                               |                                               |                                               |                                               |                                               |                                               |                                        |                                        |                                                                                |                                                                                |                                                                                |                                                                                |                                                                                |                                                                                |                                       |                                       |                                             |                                             |                                             |                                             |                                             |                                             |                                        |                                        |                                        |                                        |                                           |                                           |                                           |                                           |                                           |                                           |                                           |                                           |                                              |                                              |                                                |                                                |                                                |                                                |                                                |                                                |                                           |                                           |                                           |                                           |                                   |                                   |                                   |                                   |                                  |                                  |                                        |                                        |                                        |                                        |                                        |                                        |  |  |  |  |  |  |  |  |  |  |  |  |  |  |  |  |  |  |  |  |  |  |
|                                         |                                         |                                         |                                         |                                            |                                            |                                            |                                            |                                                                  |                                                                  |                                                                  |                                                                  |                                                                  |                                                                  |                                    |                                    |                                                                                                   |                                                                                                   |                                                                                                   |                                                                                                   |                                                                                                   |                                                                                                   |                                          |                                          |                                           |                                           |                                           |                                           |                                               |                                               |                                               |                                               |                                               |                                               |                                        |                                        |                                                                                |                                                                                |                                                                                |                                                                                |                                                                                |                                                                                |                                       |                                       |                                             |                                             |                                             |                                             |                                             |                                             |                                        |                                        |                                        |                                        |                                           |                                           |                                           |                                           |                                           |                                           |                                           |                                           |                                              |                                              |                                                |                                                |                                                |                                                |                                                |                                                |                                           |                                           |                                           |                                           |                                   |                                   |                                   |                                   |                                  |                                  |                                        |                                        |                                        |                                        |                                        |                                        |  |  |  |  |  |  |  |  |  |  |  |  |  |  |  |  |  |  |  |  |  |  |
|                                         |                                         |                                         |                                         |                                            |                                            |                                            |                                            | Carlo I di Guisa 1571–1640 pretendente                           | Carlo I di Guisa 1571–1640 pretendente                           | Carlo I di Guisa 1571–1640 pretendente                           | Carlo I di Guisa 1571–1640 pretendente                           | Carlo I di Guisa 1571–1640 pretendente                           | Carlo I di Guisa 1571–1640 pretendente                           |                                    |                                    |                                                                                                   |                                                                                                   |                                                                                                   |                                                                                                   | Elisabetta di Francia 1602–1644                                                                   | Elisabetta di Francia 1602–1644                                                                   | Elisabetta di Francia 1602–1644          | Elisabetta di Francia 1602–1644          | Elisabetta di Francia 1602–1644           | Elisabetta di Francia 1602–1644           |                                           |                                           | Filippo III 1605–1665 r. 1621–1647, 1648–1665 | Filippo III 1605–1665 r. 1621–1647, 1648–1665 | Filippo III 1605–1665 r. 1621–1647, 1648–1665 | Filippo III 1605–1665 r. 1621–1647, 1648–1665 | Filippo III 1605–1665 r. 1621–1647, 1648–1665 | Filippo III 1605–1665 r. 1621–1647, 1648–1665 |                                        |                                        |                                                                                |                                                                                |                                                                                |                                                                                | Maria Anna d'Asburgo 1634–1696                                                 | Maria Anna d'Asburgo 1634–1696                                                 | Maria Anna d'Asburgo 1634–1696        | Maria Anna d'Asburgo 1634–1696        | Maria Anna d'Asburgo 1634–1696              | Maria Anna d'Asburgo 1634–1696              |                                             |                                             |                                             |                                             |                                        |                                        |                                        |                                        |                                           |                                           |                                           |                                           |                                           |                                           |                                           |                                           |                                              |                                              |                                                |                                                |                                                |                                                |                                                |                                                |                                           |                                           |                                           |                                           |                                   |                                   |                                   |                                   |                                  |                                  |                                        |                                        |                                        |                                        |                                        |                                        |  |  |  |  |  |  |  |  |  |  |  |  |  |  |  |  |  |  |  |  |  |  |
|                                         |                                         |                                         |                                         |                                            |                                            |                                            |                                            | Carlo I di Guisa 1571–1640 pretendente                           | Carlo I di Guisa 1571–1640 pretendente                           | Carlo I di Guisa 1571–1640 pretendente                           | Carlo I di Guisa 1571–1640 pretendente                           | Carlo I di Guisa 1571–1640 pretendente                           | Carlo I di Guisa 1571–1640 pretendente                           |                                    |                                    |                                                                                                   |                                                                                                   |                                                                                                   |                                                                                                   | Elisabetta di Francia 1602–1644                                                                   | Elisabetta di Francia 1602–1644                                                                   | Elisabetta di Francia 1602–1644          | Elisabetta di Francia 1602–1644          | Elisabetta di Francia 1602–1644           | Elisabetta di Francia 1602–1644           |                                           |                                           | Filippo III 1605–1665 r. 1621–1647, 1648–1665 | Filippo III 1605–1665 r. 1621–1647, 1648–1665 | Filippo III 1605–1665 r. 1621–1647, 1648–1665 | Filippo III 1605–1665 r. 1621–1647, 1648–1665 | Filippo III 1605–1665 r. 1621–1647, 1648–1665 | Filippo III 1605–1665 r. 1621–1647, 1648–1665 |                                        |                                        |                                                                                |                                                                                |                                                                                |                                                                                | Maria Anna d'Asburgo 1634–1696                                                 | Maria Anna d'Asburgo 1634–1696                                                 | Maria Anna d'Asburgo 1634–1696        | Maria Anna d'Asburgo 1634–1696        | Maria Anna d'Asburgo 1634–1696              | Maria Anna d'Asburgo 1634–1696              |                                             |                                             |                                             |                                             |                                        |                                        |                                        |                                        |                                           |                                           |                                           |                                           |                                           |                                           |                                           |                                           |                                              |                                              |                                                |                                                |                                                |                                                |                                                |                                                |                                           |                                           |                                           |                                           |                                   |                                   |                                   |                                   |                                  |                                  |                                        |                                        |                                        |                                        |                                        |                                        |  |  |  |  |  |  |  |  |  |  |  |  |  |  |  |  |  |  |  |  |  |  |
|                                         |                                         |                                         |                                         |                                            |                                            |                                            |                                            |                                                                  |                                                                  |                                                                  |                                                                  |                                                                  |                                                                  |                                    |                                    |                                                                                                   |                                                                                                   |                                                                                                   |                                                                                                   |                                                                                                   |                                                                                                   |                                          |                                          |                                           |                                           |                                           |                                           |                                               |                                               |                                               |                                               |                                               |                                               |                                        |                                        |                                                                                |                                                                                |                                                                                |                                                                                |                                                                                |                                                                                |                                       |                                       |                                             |                                             |                                             |                                             |                                             |                                             |                                        |                                        |                                        |                                        |                                           |                                           |                                           |                                           |                                           |                                           |                                           |                                           |                                              |                                              |                                                |                                                |                                                |                                                |                                                |                                                |                                           |                                           |                                           |                                           |                                   |                                   |                                   |                                   |                                  |                                  |                                        |                                        |                                        |                                        |                                        |                                        |  |  |  |  |  |  |  |  |  |  |  |  |  |  |  |  |  |  |  |  |  |  |
|                                         |                                         |                                         |                                         |                                            |                                            |                                            |                                            |                                                                  |                                                                  |                                                                  |                                                                  |                                                                  |                                                                  |                                    |                                    |                                                                                                   |                                                                                                   |                                                                                                   |                                                                                                   |                                                                                                   |                                                                                                   |                                          |                                          |                                           |                                           |                                           |                                           |                                               |                                               |                                               |                                               |                                               |                                               |                                        |                                        |                                                                                |                                                                                |                                                                                |                                                                                |                                                                                |                                                                                |                                       |                                       |                                             |                                             |                                             |                                             |                                             |                                             |                                        |                                        |                                        |                                        |                                           |                                           |                                           |                                           |                                           |                                           |                                           |                                           |                                              |                                              |                                                |                                                |                                                |                                                |                                                |                                                |                                           |                                           |                                           |                                           |                                   |                                   |                                   |                                   |                                  |                                  |                                        |                                        |                                        |                                        |                                        |                                        |  |  |  |  |  |  |  |  |  |  |  |  |  |  |  |  |  |  |  |  |  |  |
|                                         |                                         |                                         |                                         |                                            |                                            |                                            |                                            | Enrico di Guisa 1614–1664 r. 1647–1648                           | Enrico di Guisa 1614–1664 r. 1647–1648                           | Enrico di Guisa 1614–1664 r. 1647–1648                           | Enrico di Guisa 1614–1664 r. 1647–1648                           | Enrico di Guisa 1614–1664 r. 1647–1648                           | Enrico di Guisa 1614–1664 r. 1647–1648                           |                                    |                                    | Luigi XIV di Francia 1638–1715                                                                    | Luigi XIV di Francia 1638–1715                                                                    | Luigi XIV di Francia 1638–1715                                                                    | Luigi XIV di Francia 1638–1715                                                                    | Luigi XIV di Francia 1638–1715                                                                    | Luigi XIV di Francia 1638–1715                                                                    |                                          |                                          | Maria Teresa d'Asburgo 1638–1683          | Maria Teresa d'Asburgo 1638–1683          | Maria Teresa d'Asburgo 1638–1683          | Maria Teresa d'Asburgo 1638–1683          | Maria Teresa d'Asburgo 1638–1683              | Maria Teresa d'Asburgo 1638–1683              |                                               |                                               | Carlo V 1661–1665–1700                        | Carlo V 1661–1665–1700                        | Carlo V 1661–1665–1700                 | Carlo V 1661–1665–1700                 | Carlo V 1661–1665–1700                                                         | Carlo V 1661–1665–1700                                                         |                                                                                |                                                                                | Margherita Teresa d'Asburgo 1651–1673                                          | Margherita Teresa d'Asburgo 1651–1673                                          | Margherita Teresa d'Asburgo 1651–1673 | Margherita Teresa d'Asburgo 1651–1673 | Margherita Teresa d'Asburgo 1651–1673       | Margherita Teresa d'Asburgo 1651–1673       |                                             |                                             | Leopoldo I d'Asburgo 1640–1705              | Leopoldo I d'Asburgo 1640–1705              | Leopoldo I d'Asburgo 1640–1705         | Leopoldo I d'Asburgo 1640–1705         | Leopoldo I d'Asburgo 1640–1705         | Leopoldo I d'Asburgo 1640–1705         |                                           |                                           | Eleonora del Palatinato-Neuburg 1655–1720 | Eleonora del Palatinato-Neuburg 1655–1720 | Eleonora del Palatinato-Neuburg 1655–1720 | Eleonora del Palatinato-Neuburg 1655–1720 | Eleonora del Palatinato-Neuburg 1655–1720 | Eleonora del Palatinato-Neuburg 1655–1720 |                                              |                                              |                                                |                                                |                                                |                                                |                                                |                                                | Casato di Wittelsbach                     | Casato di Wittelsbach                     | Casato di Wittelsbach                     | Casato di Wittelsbach                     | Casato di Wittelsbach             | Casato di Wittelsbach             |                                   |                                   |                                  |                                  |                                        |                                        |                                        |                                        |                                        |                                        |  |  |  |  |  |  |  |  |  |  |  |  |  |  |  |  |  |  |  |  |  |  |
|                                         |                                         |                                         |                                         |                                            |                                            |                                            |                                            | Enrico di Guisa 1614–1664 r. 1647–1648                           | Enrico di Guisa 1614–1664 r. 1647–1648                           | Enrico di Guisa 1614–1664 r. 1647–1648                           | Enrico di Guisa 1614–1664 r. 1647–1648                           | Enrico di Guisa 1614–1664 r. 1647–1648                           | Enrico di Guisa 1614–1664 r. 1647–1648                           |                                    |                                    | Luigi XIV di Francia 1638–1715                                                                    | Luigi XIV di Francia 1638–1715                                                                    | Luigi XIV di Francia 1638–1715                                                                    | Luigi XIV di Francia 1638–1715                                                                    | Luigi XIV di Francia 1638–1715                                                                    | Luigi XIV di Francia 1638–1715                                                                    |                                          |                                          | Maria Teresa d'Asburgo 1638–1683          | Maria Teresa d'Asburgo 1638–1683          | Maria Teresa d'Asburgo 1638–1683          | Maria Teresa d'Asburgo 1638–1683          | Maria Teresa d'Asburgo 1638–1683              | Maria Teresa d'Asburgo 1638–1683              |                                               |                                               | Carlo V 1661–1665–1700                        | Carlo V 1661–1665–1700                        | Carlo V 1661–1665–1700                 | Carlo V 1661–1665–1700                 | Carlo V 1661–1665–1700                                                         | Carlo V 1661–1665–1700                                                         |                                                                                |                                                                                | Margherita Teresa d'Asburgo 1651–1673                                          | Margherita Teresa d'Asburgo 1651–1673                                          | Margherita Teresa d'Asburgo 1651–1673 | Margherita Teresa d'Asburgo 1651–1673 | Margherita Teresa d'Asburgo 1651–1673       | Margherita Teresa d'Asburgo 1651–1673       |                                             |                                             | Leopoldo I d'Asburgo 1640–1705              | Leopoldo I d'Asburgo 1640–1705              | Leopoldo I d'Asburgo 1640–1705         | Leopoldo I d'Asburgo 1640–1705         | Leopoldo I d'Asburgo 1640–1705         | Leopoldo I d'Asburgo 1640–1705         |                                           |                                           | Eleonora del Palatinato-Neuburg 1655–1720 | Eleonora del Palatinato-Neuburg 1655–1720 | Eleonora del Palatinato-Neuburg 1655–1720 | Eleonora del Palatinato-Neuburg 1655–1720 | Eleonora del Palatinato-Neuburg 1655–1720 | Eleonora del Palatinato-Neuburg 1655–1720 |                                              |                                              |                                                |                                                |                                                |                                                |                                                |                                                | Casato di Wittelsbach                     | Casato di Wittelsbach                     | Casato di Wittelsbach                     | Casato di Wittelsbach                     | Casato di Wittelsbach             | Casato di Wittelsbach             |                                   |                                   |                                  |                                  |                                        |                                        |                                        |                                        |                                        |                                        |  |  |  |  |  |  |  |  |  |  |  |  |  |  |  |  |  |  |  |  |  |  |
|                                         |                                         |                                         |                                         |                                            |                                            |                                            |                                            |                                                                  |                                                                  |                                                                  |                                                                  |                                                                  |                                                                  |                                    |                                    |                                                                                                   |                                                                                                   |                                                                                                   |                                                                                                   |                                                                                                   |                                                                                                   |                                          |                                          |                                           |                                           |                                           |                                           |                                               |                                               |                                               |                                               |                                               |                                               |                                        |                                        |                                                                                |                                                                                |                                                                                |                                                                                |                                                                                |                                                                                |                                       |                                       |                                             |                                             |                                             |                                             |                                             |                                             |                                        |                                        |                                        |                                        |                                           |                                           |                                           |                                           |                                           |                                           |                                           |                                           |                                              |                                              |                                                |                                                |                                                |                                                |                                                |                                                |                                           |                                           |                                           |                                           |                                   |                                   |                                   |                                   |                                  |                                  |                                        |                                        |                                        |                                        |                                        |                                        |  |  |  |  |  |  |  |  |  |  |  |  |  |  |  |  |  |  |  |  |  |  |
|                                         |                                         |                                         |                                         |                                            |                                            |                                            |                                            |                                                                  |                                                                  |                                                                  |                                                                  |                                                                  |                                                                  |                                    |                                    |                                                                                                   |                                                                                                   |                                                                                                   |                                                                                                   |                                                                                                   |                                                                                                   |                                          |                                          |                                           |                                           |                                           |                                           |                                               |                                               |                                               |                                               |                                               |                                               |                                        |                                        |                                                                                |                                                                                |                                                                                |                                                                                |                                                                                |                                                                                |                                       |                                       |                                             |                                             |                                             |                                             |                                             |                                             |                                        |                                        |                                        |                                        |                                           |                                           |                                           |                                           |                                           |                                           |                                           |                                           |                                              |                                              |                                                |                                                |                                                |                                                |                                                |                                                |                                           |                                           |                                           |                                           |                                   |                                   |                                   |                                   |                                  |                                  |                                        |                                        |                                        |                                        |                                        |                                        |  |  |  |  |  |  |  |  |  |  |  |  |  |  |  |  |  |  |  |  |  |  |
|                                         |                                         |                                         |                                         |                                            |                                            |                                            |                                            |                                                                  |                                                                  |                                                                  |                                                                  | Luigi, il Gran Delfino 1661–1711                                 |                                                                  |                                    |                                    |                                                                                                   |                                                                                                   |                                                                                                   |                                                                                                   |                                                                                                   |                                                                                                   |                                          |                                          |                                           |                                           |                                           |                                           |                                               |                                               |                                               |                                               |                                               |                                               |                                        |                                        |                                                                                |                                                                                |                                                                                |                                                                                |                                                                                |                                                                                |                                       |                                       |                                             |                                             |                                             |                                             |                                             |                                             |                                        |                                        |                                        |                                        |                                           |                                           |                                           |                                           |                                           |                                           |                                           |                                           |                                              |                                              |                                                |                                                |                                                |                                                |                                                |                                                |                                           |                                           |                                           |                                           |                                   |                                   |                                   |                                   |                                  |                                  |                                        |                                        |                                        |                                        |                                        |                                        |  |  |  |  |  |  |  |  |  |  |  |  |  |  |  |  |  |  |  |  |  |  |
|                                         |                                         |                                         |                                         |                                            |                                            |                                            |                                            |                                                                  |                                                                  |                                                                  |                                                                  |                                                                  |                                                                  |                                    |                                    |                                                                                                   |                                                                                                   |                                                                                                   |                                                                                                   |                                                                                                   |                                                                                                   |                                          |                                          |                                           |                                           |                                           |                                           |                                               |                                               |                                               |                                               |                                               |                                               |                                        |                                        |                                                                                |                                                                                |                                                                                |                                                                                |                                                                                |                                                                                |                                       |                                       |                                             |                                             |                                             |                                             |                                             |                                             |                                        |                                        |                                        |                                        |                                           |                                           |                                           |                                           |                                           |                                           |                                           |                                           |                                              |                                              |                                                |                                                |                                                |                                                |                                                |                                                |                                           |                                           |                                           |                                           |                                   |                                   |                                   |                                   |                                  |                                  |                                        |                                        |                                        |                                        |                                        |                                        |  |  |  |  |  |  |  |  |  |  |  |  |  |  |  |  |  |  |  |  |  |  |
|                                         |                                         |                                         |                                         |                                            |                                            |                                            |                                            |                                                                  |                                                                  |                                                                  |                                                                  | Filippo IV 1683–1746 r. 1700–1713                                | Filippo IV 1683–1746 r. 1700–1713                                | Filippo IV 1683–1746 r. 1700–1713  | Filippo IV 1683–1746 r. 1700–1713  | Filippo IV 1683–1746 r. 1700–1713                                                                 | Filippo IV 1683–1746 r. 1700–1713                                                                 |                                                                                                   |                                                                                                   |                                                                                                   |                                                                                                   |                                          |                                          |                                           |                                           |                                           |                                           |                                               |                                               |                                               |                                               |                                               |                                               |                                        |                                        |                                                                                |                                                                                |                                                                                |                                                                                |                                                                                |                                                                                |                                       |                                       |                                             |                                             |                                             |                                             |                                             |                                             |                                        |                                        | Carlo VI 1685–1740 r. 1713–1734        | Carlo VI 1685–1740 r. 1713–1734        | Carlo VI 1685–1740 r. 1713–1734           | Carlo VI 1685–1740 r. 1713–1734           | Carlo VI 1685–1740 r. 1713–1734           | Carlo VI 1685–1740 r. 1713–1734           |                                           |                                           |                                           |                                           |                                              |                                              |                                                |                                                |                                                |                                                |                                                |                                                |                                           |                                           |                                           |                                           |                                   |                                   |                                   |                                   |                                  |                                  |                                        |                                        |                                        |                                        |                                        |                                        |  |  |  |  |  |  |  |  |  |  |  |  |  |  |  |  |  |  |  |  |  |  |
|                                         |                                         |                                         |                                         |                                            |                                            |                                            |                                            |                                                                  |                                                                  |                                                                  |                                                                  | Filippo IV 1683–1746 r. 1700–1713                                | Filippo IV 1683–1746 r. 1700–1713                                | Filippo IV 1683–1746 r. 1700–1713  | Filippo IV 1683–1746 r. 1700–1713  | Filippo IV 1683–1746 r. 1700–1713                                                                 | Filippo IV 1683–1746 r. 1700–1713                                                                 |                                                                                                   |                                                                                                   |                                                                                                   |                                                                                                   |                                          |                                          |                                           |                                           |                                           |                                           |                                               |                                               |                                               |                                               |                                               |                                               |                                        |                                        |                                                                                |                                                                                |                                                                                |                                                                                |                                                                                |                                                                                |                                       |                                       |                                             |                                             |                                             |                                             |                                             |                                             |                                        |                                        | Carlo VI 1685–1740 r. 1713–1734        | Carlo VI 1685–1740 r. 1713–1734        | Carlo VI 1685–1740 r. 1713–1734           | Carlo VI 1685–1740 r. 1713–1734           | Carlo VI 1685–1740 r. 1713–1734           | Carlo VI 1685–1740 r. 1713–1734           |                                           |                                           |                                           |                                           |                                              |                                              |                                                |                                                |                                                |                                                |                                                |                                                |                                           |                                           |                                           |                                           |                                   |                                   |                                   |                                   |                                  |                                  |                                        |                                        |                                        |                                        |                                        |                                        |  |  |  |  |  |  |  |  |  |  |  |  |  |  |  |  |  |  |  |  |  |  |
|                                         |                                         |                                         |                                         |                                            |                                            |                                            |                                            |                                                                  |                                                                  |                                                                  |                                                                  | Carlo (VII) 1716–1788 r. 1734–1759                               | Carlo (VII) 1716–1788 r. 1734–1759                               | Carlo (VII) 1716–1788 r. 1734–1759 | Carlo (VII) 1716–1788 r. 1734–1759 | Carlo (VII) 1716–1788 r. 1734–1759                                                                | Carlo (VII) 1716–1788 r. 1734–1759                                                                |                                                                                                   |                                                                                                   |                                                                                                   |                                                                                                   |                                          |                                          |                                           |                                           |                                           |                                           |                                               |                                               |                                               |                                               |                                               |                                               |                                        |                                        |                                                                                |                                                                                |                                                                                |                                                                                |                                                                                |                                                                                |                                       |                                       | Francesco I di Lorena 1708–1765 pretendente | Francesco I di Lorena 1708–1765 pretendente | Francesco I di Lorena 1708–1765 pretendente | Francesco I di Lorena 1708–1765 pretendente | Francesco I di Lorena 1708–1765 pretendente | Francesco I di Lorena 1708–1765 pretendente |                                        |                                        | Maria Teresa d'Austria 1717–1780       | Maria Teresa d'Austria 1717–1780       | Maria Teresa d'Austria 1717–1780          | Maria Teresa d'Austria 1717–1780          | Maria Teresa d'Austria 1717–1780          | Maria Teresa d'Austria 1717–1780          |                                           |                                           |                                           |                                           |                                              |                                              |                                                |                                                |                                                |                                                |                                                |                                                |                                           |                                           |                                           |                                           |                                   |                                   |                                   |                                   |                                  |                                  |                                        |                                        |                                        |                                        |                                        |                                        |  |  |  |  |  |  |  |  |  |  |  |  |  |  |  |  |  |  |  |  |  |  |
|                                         |                                         |                                         |                                         |                                            |                                            |                                            |                                            |                                                                  |                                                                  |                                                                  |                                                                  | Carlo (VII) 1716–1788 r. 1734–1759                               | Carlo (VII) 1716–1788 r. 1734–1759                               | Carlo (VII) 1716–1788 r. 1734–1759 | Carlo (VII) 1716–1788 r. 1734–1759 | Carlo (VII) 1716–1788 r. 1734–1759                                                                | Carlo (VII) 1716–1788 r. 1734–1759                                                                |                                                                                                   |                                                                                                   |                                                                                                   |                                                                                                   |                                          |                                          |                                           |                                           |                                           |                                           |                                               |                                               |                                               |                                               |                                               |                                               |                                        |                                        |                                                                                |                                                                                |                                                                                |                                                                                |                                                                                |                                                                                |                                       |                                       | Francesco I di Lorena 1708–1765 pretendente | Francesco I di Lorena 1708–1765 pretendente | Francesco I di Lorena 1708–1765 pretendente | Francesco I di Lorena 1708–1765 pretendente | Francesco I di Lorena 1708–1765 pretendente | Francesco I di Lorena 1708–1765 pretendente |                                        |                                        | Maria Teresa d'Austria 1717–1780       | Maria Teresa d'Austria 1717–1780       | Maria Teresa d'Austria 1717–1780          | Maria Teresa d'Austria 1717–1780          | Maria Teresa d'Austria 1717–1780          | Maria Teresa d'Austria 1717–1780          |                                           |                                           |                                           |                                           |                                              |                                              |                                                |                                                |                                                |                                                |                                                |                                                |                                           |                                           |                                           |                                           |                                   |                                   |                                   |                                   |                                  |                                  |                                        |                                        |                                        |                                        |                                        |                                        |  |  |  |  |  |  |  |  |  |  |  |  |  |  |  |  |  |  |  |  |  |  |
|                                         |                                         |                                         |                                         |                                            |                                            |                                            |                                            |                                                                  |                                                                  |                                                                  |                                                                  |                                                                  |                                                                  |                                    |                                    |                                                                                                   |                                                                                                   |                                                                                                   |                                                                                                   |                                                                                                   |                                                                                                   |                                          |                                          |                                           |                                           |                                           |                                           |                                               |                                               |                                               |                                               |                                               |                                               |                                        |                                        |                                                                                |                                                                                |                                                                                |                                                                                |                                                                                |                                                                                |                                       |                                       |                                             |                                             |                                             |                                             |                                             |                                             |                                        |                                        |                                        |                                        |                                           |                                           |                                           |                                           |                                           |                                           |                                           |                                           |                                              |                                              |                                                |                                                |                                                |                                                |                                                |                                                |                                           |                                           |                                           |                                           |                                   |                                   |                                   |                                   |                                  |                                  |                                        |                                        |                                        |                                        |                                        |                                        |  |  |  |  |  |  |  |  |  |  |  |  |  |  |  |  |  |  |  |  |  |  |
|                                         |                                         |                                         |                                         |                                            |                                            |                                            |                                            |                                                                  |                                                                  |                                                                  |                                                                  |                                                                  |                                                                  |                                    |                                    |                                                                                                   |                                                                                                   |                                                                                                   |                                                                                                   |                                                                                                   |                                                                                                   |                                          |                                          |                                           |                                           |                                           |                                           |                                               |                                               |                                               |                                               |                                               |                                               |                                        |                                        |                                                                                |                                                                                |                                                                                |                                                                                |                                                                                |                                                                                |                                       |                                       |                                             |                                             |                                             |                                             |                                             |                                             |                                        |                                        |                                        |                                        |                                           |                                           |                                           |                                           |                                           |                                           |                                           |                                           |                                              |                                              |                                                |                                                |                                                |                                                |                                                |                                                |                                           |                                           |                                           |                                           |                                   |                                   |                                   |                                   |                                  |                                  |                                        |                                        |                                        |                                        |                                        |                                        |  |  |  |  |  |  |  |  |  |  |  |  |  |  |  |  |  |  |  |  |  |  |
|                                         |                                         |                                         |                                         |                                            |                                            |                                            |                                            |                                                                  |                                                                  |                                                                  |                                                                  |                                                                  |                                                                  |                                    |                                    |                                                                                                   |                                                                                                   |                                                                                                   |                                                                                                   |                                                                                                   |                                                                                                   |                                          |                                          | Maria Luisa di Borbone-Spagna 1747–1792   | Maria Luisa di Borbone-Spagna 1747–1792   | Maria Luisa di Borbone-Spagna 1747–1792   | Maria Luisa di Borbone-Spagna 1747–1792   | Maria Luisa di Borbone-Spagna 1747–1792       | Maria Luisa di Borbone-Spagna 1747–1792       |                                               |                                               | Leopoldo II d'Asburgo-Lorena 1747–1792        | Leopoldo II d'Asburgo-Lorena 1747–1792        | Leopoldo II d'Asburgo-Lorena 1747–1792 | Leopoldo II d'Asburgo-Lorena 1747–1792 | Leopoldo II d'Asburgo-Lorena 1747–1792                                         | Leopoldo II d'Asburgo-Lorena 1747–1792                                         |                                                                                |                                                                                |                                                                                |                                                                                |                                       |                                       |                                             |                                             |                                             |                                             |                                             |                                             |                                        |                                        |                                        |                                        |                                           |                                           |                                           |                                           |                                           |                                           |                                           |                                           |                                              |                                              |                                                |                                                |                                                |                                                |                                                |                                                |                                           |                                           |                                           |                                           |                                   |                                   |                                   |                                   |                                  |                                  |                                        |                                        |                                        |                                        |                                        |                                        |  |  |  |  |  |  |  |  |  |  |  |  |  |  |  |  |  |  |  |  |  |  |
|                                         |                                         |                                         |                                         |                                            |                                            |                                            |                                            |                                                                  |                                                                  |                                                                  |                                                                  |                                                                  |                                                                  |                                    |                                    |                                                                                                   |                                                                                                   |                                                                                                   |                                                                                                   |                                                                                                   |                                                                                                   |                                          |                                          | Maria Luisa di Borbone-Spagna 1747–1792   | Maria Luisa di Borbone-Spagna 1747–1792   | Maria Luisa di Borbone-Spagna 1747–1792   | Maria Luisa di Borbone-Spagna 1747–1792   | Maria Luisa di Borbone-Spagna 1747–1792       | Maria Luisa di Borbone-Spagna 1747–1792       |                                               |                                               | Leopoldo II d'Asburgo-Lorena 1747–1792        | Leopoldo II d'Asburgo-Lorena 1747–1792        | Leopoldo II d'Asburgo-Lorena 1747–1792 | Leopoldo II d'Asburgo-Lorena 1747–1792 | Leopoldo II d'Asburgo-Lorena 1747–1792                                         | Leopoldo II d'Asburgo-Lorena 1747–1792                                         |                                                                                |                                                                                |                                                                                |                                                                                |                                       |                                       |                                             |                                             |                                             |                                             |                                             |                                             |                                        |                                        |                                        |                                        |                                           |                                           |                                           |                                           |                                           |                                           |                                           |                                           |                                              |                                              |                                                |                                                |                                                |                                                |                                                |                                                |                                           |                                           |                                           |                                           |                                   |                                   |                                   |                                   |                                  |                                  |                                        |                                        |                                        |                                        |                                        |                                        |  |  |  |  |  |  |  |  |  |  |  |  |  |  |  |  |  |  |  |  |  |  |
|                                         |                                         |                                         |                                         | Carlo IV di Spagna 1748–1819               | Carlo IV di Spagna 1748–1819               | Carlo IV di Spagna 1748–1819               | Carlo IV di Spagna 1748–1819               | Carlo IV di Spagna 1748–1819                                     | Carlo IV di Spagna 1748–1819                                     |                                                                  |                                                                  |                                                                  |                                                                  |                                    |                                    | Ferdinando IV 1751–1825 r. 1759–1799, 1799–1806. Ferdinando I come re delle Due Sicilie 1815–1825 | Ferdinando IV 1751–1825 r. 1759–1799, 1799–1806. Ferdinando I come re delle Due Sicilie 1815–1825 | Ferdinando IV 1751–1825 r. 1759–1799, 1799–1806. Ferdinando I come re delle Due Sicilie 1815–1825 | Ferdinando IV 1751–1825 r. 1759–1799, 1799–1806. Ferdinando I come re delle Due Sicilie 1815–1825 | Ferdinando IV 1751–1825 r. 1759–1799, 1799–1806. Ferdinando I come re delle Due Sicilie 1815–1825 | Ferdinando IV 1751–1825 r. 1759–1799, 1799–1806. Ferdinando I come re delle Due Sicilie 1815–1825 |                                          |                                          |                                           |                                           |                                           |                                           |                                               |                                               |                                               |                                               |                                               |                                               |                                        |                                        |                                                                                |                                                                                |                                                                                |                                                                                |                                                                                |                                                                                |                                       |                                       |                                             |                                             |                                             |                                             |                                             |                                             |                                        |                                        |                                        |                                        |                                           |                                           |                                           |                                           |                                           |                                           |                                           |                                           |                                              |                                              |                                                |                                                |                                                |                                                | Maria Carolina d'Asburgo-Lorena 1752–1814      | Maria Carolina d'Asburgo-Lorena 1752–1814      | Maria Carolina d'Asburgo-Lorena 1752–1814 | Maria Carolina d'Asburgo-Lorena 1752–1814 | Maria Carolina d'Asburgo-Lorena 1752–1814 | Maria Carolina d'Asburgo-Lorena 1752–1814 |                                   |                                   |                                   |                                   |                                  |                                  |                                        |                                        |                                        |                                        |                                        |                                        |  |  |  |  |  |  |  |  |  |  |  |  |  |  |  |  |  |  |  |  |  |  |
|                                         |                                         |                                         |                                         | Carlo IV di Spagna 1748–1819               | Carlo IV di Spagna 1748–1819               | Carlo IV di Spagna 1748–1819               | Carlo IV di Spagna 1748–1819               | Carlo IV di Spagna 1748–1819                                     | Carlo IV di Spagna 1748–1819                                     |                                                                  |                                                                  |                                                                  |                                                                  |                                    |                                    | Ferdinando IV 1751–1825 r. 1759–1799, 1799–1806. Ferdinando I come re delle Due Sicilie 1815–1825 | Ferdinando IV 1751–1825 r. 1759–1799, 1799–1806. Ferdinando I come re delle Due Sicilie 1815–1825 | Ferdinando IV 1751–1825 r. 1759–1799, 1799–1806. Ferdinando I come re delle Due Sicilie 1815–1825 | Ferdinando IV 1751–1825 r. 1759–1799, 1799–1806. Ferdinando I come re delle Due Sicilie 1815–1825 | Ferdinando IV 1751–1825 r. 1759–1799, 1799–1806. Ferdinando I come re delle Due Sicilie 1815–1825 | Ferdinando IV 1751–1825 r. 1759–1799, 1799–1806. Ferdinando I come re delle Due Sicilie 1815–1825 |                                          |                                          |                                           |                                           |                                           |                                           |                                               |                                               |                                               |                                               |                                               |                                               |                                        |                                        |                                                                                |                                                                                |                                                                                |                                                                                |                                                                                |                                                                                |                                       |                                       |                                             |                                             |                                             |                                             |                                             |                                             |                                        |                                        |                                        |                                        |                                           |                                           |                                           |                                           |                                           |                                           |                                           |                                           |                                              |                                              |                                                |                                                |                                                |                                                | Maria Carolina d'Asburgo-Lorena 1752–1814      | Maria Carolina d'Asburgo-Lorena 1752–1814      | Maria Carolina d'Asburgo-Lorena 1752–1814 | Maria Carolina d'Asburgo-Lorena 1752–1814 | Maria Carolina d'Asburgo-Lorena 1752–1814 | Maria Carolina d'Asburgo-Lorena 1752–1814 |                                   |                                   |                                   |                                   |                                  |                                  |                                        |                                        |                                        |                                        |                                        |                                        |  |  |  |  |  |  |  |  |  |  |  |  |  |  |  |  |  |  |  |  |  |  |
|                                         |                                         |                                         |                                         |                                            |                                            |                                            |                                            |                                                                  |                                                                  |                                                                  |                                                                  |                                                                  |                                                                  |                                    |                                    |                                                                                                   |                                                                                                   |                                                                                                   |                                                                                                   |                                                                                                   |                                                                                                   |                                          |                                          |                                           |                                           |                                           |                                           |                                               |                                               |                                               |                                               |                                               |                                               |                                        |                                        |                                                                                |                                                                                |                                                                                |                                                                                |                                                                                |                                                                                |                                       |                                       |                                             |                                             |                                             |                                             |                                             |                                             |                                        |                                        |                                        |                                        |                                           |                                           |                                           |                                           |                                           |                                           |                                           |                                           |                                              |                                              |                                                |                                                |                                                |                                                |                                                |                                                |                                           |                                           |                                           |                                           |                                   |                                   |                                   |                                   |                                  |                                  |                                        |                                        |                                        |                                        |                                        |                                        |  |  |  |  |  |  |  |  |  |  |  |  |  |  |  |  |  |  |  |  |  |  |
|                                         |                                         |                                         |                                         |                                            |                                            |                                            |                                            |                                                                  |                                                                  |                                                                  |                                                                  |                                                                  |                                                                  |                                    |                                    |                                                                                                   |                                                                                                   |                                                                                                   |                                                                                                   |                                                                                                   |                                                                                                   |                                          |                                          |                                           |                                           |                                           |                                           |                                               |                                               |                                               |                                               |                                               |                                               |                                        |                                        |                                                                                |                                                                                |                                                                                |                                                                                |                                                                                |                                                                                |                                       |                                       |                                             |                                             |                                             |                                             |                                             |                                             |                                        |                                        |                                        |                                        |                                           |                                           |                                           |                                           |                                           |                                           |                                           |                                           |                                              |                                              |                                                |                                                |                                                |                                                |                                                |                                                |                                           |                                           |                                           |                                           |                                   |                                   |                                   |                                   |                                  |                                  |                                        |                                        |                                        |                                        |                                        |                                        |  |  |  |  |  |  |  |  |  |  |  |  |  |  |  |  |  |  |  |  |  |  |
|                                         |                                         |                                         |                                         | Maria Isabella di Borbone-Spagna 1789–1848 | Maria Isabella di Borbone-Spagna 1789–1848 | Maria Isabella di Borbone-Spagna 1789–1848 | Maria Isabella di Borbone-Spagna 1789–1848 | Maria Isabella di Borbone-Spagna 1789–1848                       | Maria Isabella di Borbone-Spagna 1789–1848                       |                                                                  |                                                                  | Francesco I 1777–1825–1830                                       | Francesco I 1777–1825–1830                                       | Francesco I 1777–1825–1830         | Francesco I 1777–1825–1830         | Francesco I 1777–1825–1830                                                                        | Francesco I 1777–1825–1830                                                                        |                                                                                                   |                                                                                                   | Maria Teresa di Borbone-Napoli 1772–1807                                                          | Maria Teresa di Borbone-Napoli 1772–1807                                                          | Maria Teresa di Borbone-Napoli 1772–1807 | Maria Teresa di Borbone-Napoli 1772–1807 | Maria Teresa di Borbone-Napoli 1772–1807  | Maria Teresa di Borbone-Napoli 1772–1807  |                                           |                                           | Francesco II d'Asburgo-Lorena 1768–1835       | Francesco II d'Asburgo-Lorena 1768–1835       | Francesco II d'Asburgo-Lorena 1768–1835       | Francesco II d'Asburgo-Lorena 1768–1835       | Francesco II d'Asburgo-Lorena 1768–1835       | Francesco II d'Asburgo-Lorena 1768–1835       |                                        |                                        | Ferdinando III di Toscana 1769–1824                                            | Ferdinando III di Toscana 1769–1824                                            | Ferdinando III di Toscana 1769–1824                                            | Ferdinando III di Toscana 1769–1824                                            | Ferdinando III di Toscana 1769–1824                                            | Ferdinando III di Toscana 1769–1824                                            |                                       |                                       |                                             |                                             |                                             |                                             |                                             |                                             |                                        |                                        |                                        |                                        |                                           |                                           |                                           |                                           |                                           |                                           |                                           |                                           |                                              |                                              | Luisa Maria Amalia di Borbone-Napoli 1773–1802 | Luisa Maria Amalia di Borbone-Napoli 1773–1802 | Luisa Maria Amalia di Borbone-Napoli 1773–1802 | Luisa Maria Amalia di Borbone-Napoli 1773–1802 | Luisa Maria Amalia di Borbone-Napoli 1773–1802 | Luisa Maria Amalia di Borbone-Napoli 1773–1802 |                                           |                                           |                                           |                                           |                                   |                                   |                                   |                                   |                                  |                                  |                                        |                                        |                                        |                                        |                                        |                                        |  |  |  |  |  |  |  |  |  |  |  |  |  |  |  |  |  |  |  |  |  |  |
|                                         |                                         |                                         |                                         | Maria Isabella di Borbone-Spagna 1789–1848 | Maria Isabella di Borbone-Spagna 1789–1848 | Maria Isabella di Borbone-Spagna 1789–1848 | Maria Isabella di Borbone-Spagna 1789–1848 | Maria Isabella di Borbone-Spagna 1789–1848                       | Maria Isabella di Borbone-Spagna 1789–1848                       |                                                                  |                                                                  | Francesco I 1777–1825–1830                                       | Francesco I 1777–1825–1830                                       | Francesco I 1777–1825–1830         | Francesco I 1777–1825–1830         | Francesco I 1777–1825–1830                                                                        | Francesco I 1777–1825–1830                                                                        |                                                                                                   |                                                                                                   | Maria Teresa di Borbone-Napoli 1772–1807                                                          | Maria Teresa di Borbone-Napoli 1772–1807                                                          | Maria Teresa di Borbone-Napoli 1772–1807 | Maria Teresa di Borbone-Napoli 1772–1807 | Maria Teresa di Borbone-Napoli 1772–1807  | Maria Teresa di Borbone-Napoli 1772–1807  |                                           |                                           | Francesco II d'Asburgo-Lorena 1768–1835       | Francesco II d'Asburgo-Lorena 1768–1835       | Francesco II d'Asburgo-Lorena 1768–1835       | Francesco II d'Asburgo-Lorena 1768–1835       | Francesco II d'Asburgo-Lorena 1768–1835       | Francesco II d'Asburgo-Lorena 1768–1835       |                                        |                                        | Ferdinando III di Toscana 1769–1824                                            | Ferdinando III di Toscana 1769–1824                                            | Ferdinando III di Toscana 1769–1824                                            | Ferdinando III di Toscana 1769–1824                                            | Ferdinando III di Toscana 1769–1824                                            | Ferdinando III di Toscana 1769–1824                                            |                                       |                                       |                                             |                                             |                                             |                                             |                                             |                                             |                                        |                                        |                                        |                                        |                                           |                                           |                                           |                                           |                                           |                                           |                                           |                                           |                                              |                                              | Luisa Maria Amalia di Borbone-Napoli 1773–1802 | Luisa Maria Amalia di Borbone-Napoli 1773–1802 | Luisa Maria Amalia di Borbone-Napoli 1773–1802 | Luisa Maria Amalia di Borbone-Napoli 1773–1802 | Luisa Maria Amalia di Borbone-Napoli 1773–1802 | Luisa Maria Amalia di Borbone-Napoli 1773–1802 |                                           |                                           |                                           |                                           |                                   |                                   |                                   |                                   |                                  |                                  |                                        |                                        |                                        |                                        |                                        |                                        |  |  |  |  |  |  |  |  |  |  |  |  |  |  |  |  |  |  |  |  |  |  |
|                                         |                                         |                                         |                                         |                                            |                                            |                                            |                                            |                                                                  |                                                                  |                                                                  |                                                                  |                                                                  |                                                                  |                                    |                                    |                                                                                                   |                                                                                                   |                                                                                                   |                                                                                                   |                                                                                                   |                                                                                                   |                                          |                                          |                                           |                                           |                                           |                                           |                                               |                                               |                                               |                                               |                                               |                                               |                                        |                                        |                                                                                |                                                                                |                                                                                |                                                                                |                                                                                |                                                                                |                                       |                                       |                                             |                                             |                                             |                                             |                                             |                                             |                                        |                                        |                                        |                                        |                                           |                                           |                                           |                                           |                                           |                                           |                                           |                                           |                                              |                                              |                                                |                                                |                                                |                                                |                                                |                                                |                                           |                                           |                                           |                                           |                                   |                                   |                                   |                                   |                                  |                                  |                                        |                                        |                                        |                                        |                                        |                                        |  |  |  |  |  |  |  |  |  |  |  |  |  |  |  |  |  |  |  |  |  |  |
|                                         |                                         |                                         |                                         |                                            |                                            |                                            |                                            |                                                                  |                                                                  |                                                                  |                                                                  |                                                                  |                                                                  |                                    |                                    |                                                                                                   |                                                                                                   |                                                                                                   |                                                                                                   |                                                                                                   |                                                                                                   |                                          |                                          |                                           |                                           |                                           |                                           |                                               |                                               |                                               |                                               |                                               |                                               |                                        |                                        |                                                                                |                                                                                |                                                                                |                                                                                |                                                                                |                                                                                |                                       |                                       |                                             |                                             |                                             |                                             |                                             |                                             |                                        |                                        |                                        |                                        |                                           |                                           |                                           |                                           |                                           |                                           |                                           |                                           |                                              |                                              |                                                |                                                |                                                |                                                |                                                |                                                |                                           |                                           |                                           |                                           |                                   |                                   |                                   |                                   |                                  |                                  |                                        |                                        |                                        |                                        |                                        |                                        |  |  |  |  |  |  |  |  |  |  |  |  |  |  |  |  |  |  |  |  |  |  |
| Maria Cristina di Savoia 1812–1836      | Maria Cristina di Savoia 1812–1836      | Maria Cristina di Savoia 1812–1836      | Maria Cristina di Savoia 1812–1836      | Maria Cristina di Savoia 1812–1836         | Maria Cristina di Savoia 1812–1836         |                                            |                                            | Ferdinando II 1810–1830–1859                                     | Ferdinando II 1810–1830–1859                                     | Ferdinando II 1810–1830–1859                                     | Ferdinando II 1810–1830–1859                                     | Ferdinando II 1810–1830–1859                                     | Ferdinando II 1810–1830–1859                                     |                                    |                                    |                                                                                                   |                                                                                                   |                                                                                                   |                                                                                                   | Maria Luisa d'Asburgo-Lorena 1791–1847                                                            | Maria Luisa d'Asburgo-Lorena 1791–1847                                                            | Maria Luisa d'Asburgo-Lorena 1791–1847   | Maria Luisa d'Asburgo-Lorena 1791–1847   | Maria Luisa d'Asburgo-Lorena 1791–1847    | Maria Luisa d'Asburgo-Lorena 1791–1847    |                                           |                                           | Napoleone Bonaparte 1769–1821                 | Napoleone Bonaparte 1769–1821                 | Napoleone Bonaparte 1769–1821                 | Napoleone Bonaparte 1769–1821                 | Napoleone Bonaparte 1769–1821                 | Napoleone Bonaparte 1769–1821                 |                                        |                                        | Giuseppe I 1768–1844 r. 1806–1808                                              | Giuseppe I 1768–1844 r. 1806–1808                                              | Giuseppe I 1768–1844 r. 1806–1808                                              | Giuseppe I 1768–1844 r. 1806–1808                                              | Giuseppe I 1768–1844 r. 1806–1808                                              | Giuseppe I 1768–1844 r. 1806–1808                                              |                                       |                                       | Gioacchino Napoleone I 1767–1808–1815       | Gioacchino Napoleone I 1767–1808–1815       | Gioacchino Napoleone I 1767–1808–1815       | Gioacchino Napoleone I 1767–1808–1815       | Gioacchino Napoleone I 1767–1808–1815       | Gioacchino Napoleone I 1767–1808–1815       |                                        |                                        | Carolina Bonaparte 1782–1839           | Carolina Bonaparte 1782–1839           | Carolina Bonaparte 1782–1839              | Carolina Bonaparte 1782–1839              | Carolina Bonaparte 1782–1839              | Carolina Bonaparte 1782–1839              |                                           |                                           | Maria Teresa d'Asburgo-Lorena 1801–1855   | Maria Teresa d'Asburgo-Lorena 1801–1855   | Maria Teresa d'Asburgo-Lorena 1801–1855      | Maria Teresa d'Asburgo-Lorena 1801–1855      | Maria Teresa d'Asburgo-Lorena 1801–1855        | Maria Teresa d'Asburgo-Lorena 1801–1855        |                                                |                                                | Carlo Alberto di Savoia 1798–1849              | Carlo Alberto di Savoia 1798–1849              | Carlo Alberto di Savoia 1798–1849         | Carlo Alberto di Savoia 1798–1849         | Carlo Alberto di Savoia 1798–1849         | Carlo Alberto di Savoia 1798–1849         |                                   |                                   |                                   |                                   |                                  |                                  |                                        |                                        |                                        |                                        |                                        |                                        |  |  |  |  |  |  |  |  |  |  |  |  |  |  |  |  |  |  |  |  |  |  |
| Maria Cristina di Savoia 1812–1836      | Maria Cristina di Savoia 1812–1836      | Maria Cristina di Savoia 1812–1836      | Maria Cristina di Savoia 1812–1836      | Maria Cristina di Savoia 1812–1836         | Maria Cristina di Savoia 1812–1836         |                                            |                                            | Ferdinando II 1810–1830–1859                                     | Ferdinando II 1810–1830–1859                                     | Ferdinando II 1810–1830–1859                                     | Ferdinando II 1810–1830–1859                                     | Ferdinando II 1810–1830–1859                                     | Ferdinando II 1810–1830–1859                                     |                                    |                                    |                                                                                                   |                                                                                                   |                                                                                                   |                                                                                                   | Maria Luisa d'Asburgo-Lorena 1791–1847                                                            | Maria Luisa d'Asburgo-Lorena 1791–1847                                                            | Maria Luisa d'Asburgo-Lorena 1791–1847   | Maria Luisa d'Asburgo-Lorena 1791–1847   | Maria Luisa d'Asburgo-Lorena 1791–1847    | Maria Luisa d'Asburgo-Lorena 1791–1847    |                                           |                                           | Napoleone Bonaparte 1769–1821                 | Napoleone Bonaparte 1769–1821                 | Napoleone Bonaparte 1769–1821                 | Napoleone Bonaparte 1769–1821                 | Napoleone Bonaparte 1769–1821                 | Napoleone Bonaparte 1769–1821                 |                                        |                                        | Giuseppe I 1768–1844 r. 1806–1808                                              | Giuseppe I 1768–1844 r. 1806–1808                                              | Giuseppe I 1768–1844 r. 1806–1808                                              | Giuseppe I 1768–1844 r. 1806–1808                                              | Giuseppe I 1768–1844 r. 1806–1808                                              | Giuseppe I 1768–1844 r. 1806–1808                                              |                                       |                                       | Gioacchino Napoleone I 1767–1808–1815       | Gioacchino Napoleone I 1767–1808–1815       | Gioacchino Napoleone I 1767–1808–1815       | Gioacchino Napoleone I 1767–1808–1815       | Gioacchino Napoleone I 1767–1808–1815       | Gioacchino Napoleone I 1767–1808–1815       |                                        |                                        | Carolina Bonaparte 1782–1839           | Carolina Bonaparte 1782–1839           | Carolina Bonaparte 1782–1839              | Carolina Bonaparte 1782–1839              | Carolina Bonaparte 1782–1839              | Carolina Bonaparte 1782–1839              |                                           |                                           | Maria Teresa d'Asburgo-Lorena 1801–1855   | Maria Teresa d'Asburgo-Lorena 1801–1855   | Maria Teresa d'Asburgo-Lorena 1801–1855      | Maria Teresa d'Asburgo-Lorena 1801–1855      | Maria Teresa d'Asburgo-Lorena 1801–1855        | Maria Teresa d'Asburgo-Lorena 1801–1855        |                                                |                                                | Carlo Alberto di Savoia 1798–1849              | Carlo Alberto di Savoia 1798–1849              | Carlo Alberto di Savoia 1798–1849         | Carlo Alberto di Savoia 1798–1849         | Carlo Alberto di Savoia 1798–1849         | Carlo Alberto di Savoia 1798–1849         |                                   |                                   |                                   |                                   |                                  |                                  |                                        |                                        |                                        |                                        |                                        |                                        |  |  |  |  |  |  |  |  |  |  |  |  |  |  |  |  |  |  |  |  |  |  |
|                                         |                                         |                                         |                                         |                                            |                                            |                                            |                                            |                                                                  |                                                                  |                                                                  |                                                                  |                                                                  |                                                                  |                                    |                                    |                                                                                                   |                                                                                                   |                                                                                                   |                                                                                                   |                                                                                                   |                                                                                                   |                                          |                                          |                                           |                                           |                                           |                                           |                                               |                                               |                                               |                                               |                                               |                                               |                                        |                                        |                                                                                |                                                                                |                                                                                |                                                                                |                                                                                |                                                                                |                                       |                                       |                                             |                                             |                                             |                                             |                                             |                                             |                                        |                                        |                                        |                                        |                                           |                                           |                                           |                                           |                                           |                                           |                                           |                                           |                                              |                                              |                                                |                                                |                                                |                                                |                                                |                                                |                                           |                                           |                                           |                                           |                                   |                                   |                                   |                                   |                                  |                                  |                                        |                                        |                                        |                                        |                                        |                                        |  |  |  |  |  |  |  |  |  |  |  |  |  |  |  |  |  |  |  |  |  |  |
|                                         |                                         |                                         |                                         | Francesco II 1836–1894 r. 1859–1861        | Francesco II 1836–1894 r. 1859–1861        | Francesco II 1836–1894 r. 1859–1861        | Francesco II 1836–1894 r. 1859–1861        | Francesco II 1836–1894 r. 1859–1861                              | Francesco II 1836–1894 r. 1859–1861                              |                                                                  |                                                                  |                                                                  |                                                                  |                                    |                                    |                                                                                                   |                                                                                                   |                                                                                                   |                                                                                                   |                                                                                                   |                                                                                                   |                                          |                                          |                                           |                                           |                                           |                                           |                                               |                                               |                                               |                                               | Bonaparte                                     | Bonaparte                                     | Bonaparte                              | Bonaparte                              | Bonaparte                                                                      | Bonaparte                                                                      |                                                                                |                                                                                |                                                                                |                                                                                |                                       |                                       |                                             |                                             |                                             |                                             | Murat                                       | Murat                                       | Murat                                  | Murat                                  | Murat                                  | Murat                                  |                                           |                                           | Casa Savoia                               | Casa Savoia                               | Casa Savoia                               | Casa Savoia                               | Casa Savoia                               | Casa Savoia                               |                                              |                                              | Vittorio Emanuele II di Savoia 1820–1878       | Vittorio Emanuele II di Savoia 1820–1878       | Vittorio Emanuele II di Savoia 1820–1878       | Vittorio Emanuele II di Savoia 1820–1878       | Vittorio Emanuele II di Savoia 1820–1878       | Vittorio Emanuele II di Savoia 1820–1878       |                                           |                                           |                                           |                                           |                                   |                                   |                                   |                                   |                                  |                                  |                                        |                                        |                                        |                                        |                                        |                                        |  |  |  |  |  |  |  |  |  |  |  |  |  |  |  |  |  |  |  |  |  |  |